# Paläokunst

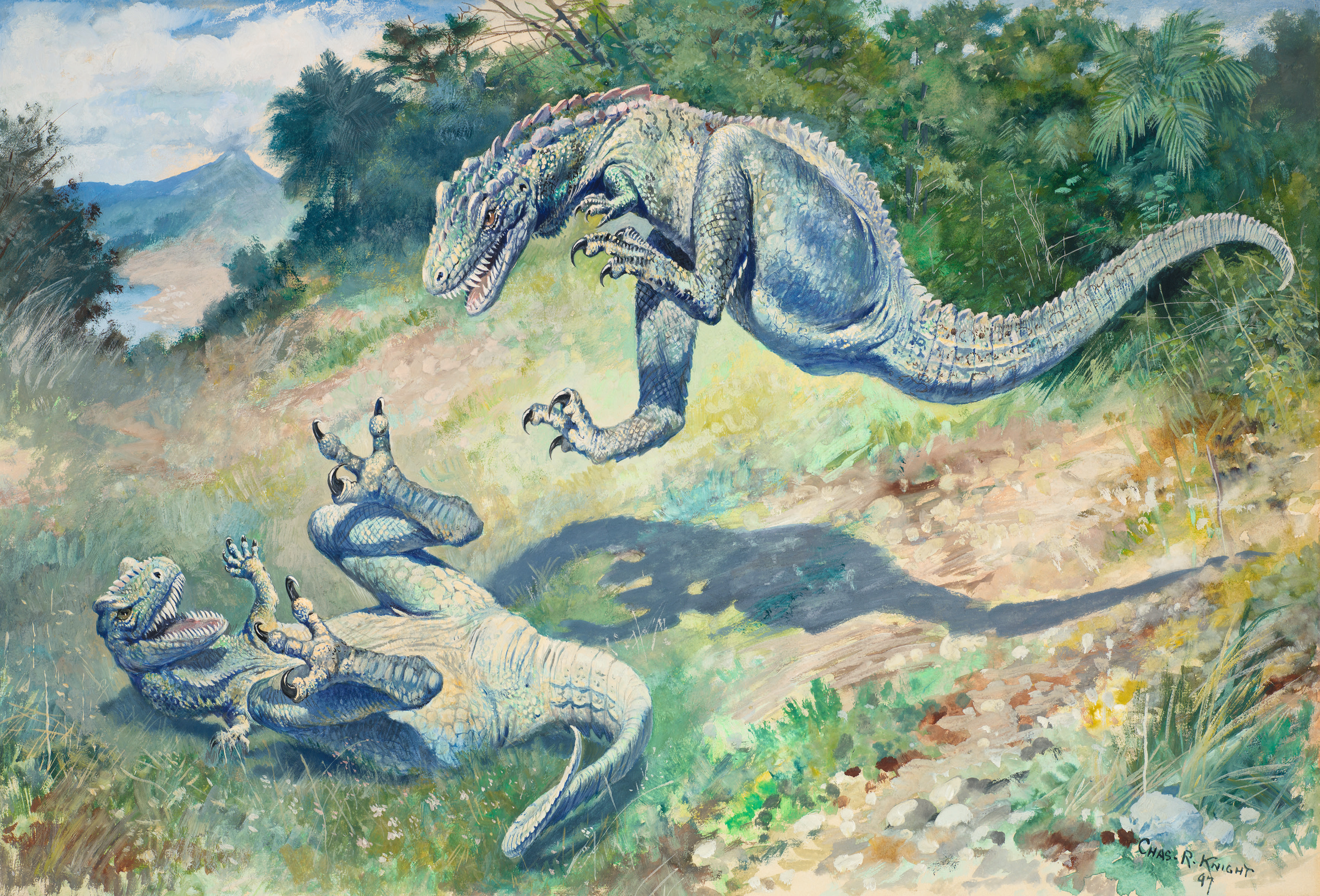
Leaping Laelaps (1897) von Charles R. Knight. Gouache auf Karton, ca. 12 × 15 Zoll. American Museum of Natural History, New York City

Paläokunst, häufig auch als englischer Begriff Paleo Art bekannt, umfasst die künstlerische Darstellung urzeitlichen Lebens auf der Grundlage wissenschaftlicher Erkenntnisse.
Paläokunstwerke können Darstellungen fossiler Überreste oder imaginäre Darstellungen von Lebewesen und ihren Ökosystemen sein. Obwohl Paläokunst in der Regel als wissenschaftlich fundiert definiert wird, bildet sie häufig die Grundlage für Darstellungen prähistorischer Tiere in der Populärkultur, was wiederum die öffentliche Wahrnehmung dieser Tiere beeinflusst und Interesse an ihnen weckt. Der Begriff Paläokunst wird auch in einem informellen Sinne als Bezeichnung für prähistorische Kunst, meist Höhlenmalereien, verwendet. Er ist ein Kompositum aus paleo, dem altgriechischen Wort für „alt“, und „Kunst“. Obwohl der Begriff in den späten 1980er Jahren von Mark Hallett für ein Kunstgenre eingeführt wurde, das mit der Paläontologie zusammenhängende Themen darstellt, gilt Paläokunst als eine visuelle Tradition, die im England des frühen 19. Jahrhunderts entstanden ist. Antike Werke, die als frühe Belege für „Proto-Paläokunst“ interpretiert werden können, gehen möglicherweise bis ins fünfte vorchristliche Jahrhundert zurück, obwohl der Bezug dieser älteren Werke zu bekanntem fossilem Material spekulativ ist. Andere Kunstwerke aus dem späten Mittelalter in Europa, die in der Regel Fabelwesen darstellen, sind eher von Fossilien prähistorischer großer Säugetiere und Reptilien inspiriert, die aus dieser Zeit bekannt waren.
Die Paläokunst entwickelte sich zu Beginn des 19. Jahrhunderts zu einer eigenständigen Kunstgattung mit eindeutiger wissenschaftlicher Grundlage, die mit dem Aufkommen der Paläontologie als eigenständiger wissenschaftlicher Disziplin zusammenfiel. Diese frühen Paläokünstler stellten fossiles Material, die Muskulatur, das Aussehen und den Lebensraum prähistorischer Tiere auf der Grundlage der begrenzten wissenschaftlichen Erkenntnisse der damaligen Zeit wieder her. Gemälde und Skulpturen aus der Mitte des 19. Jahrhunderts trugen wesentlich dazu bei, die Paläontologie in das Interesse der breiten Öffentlichkeit zu rücken, wie z. B. die Dinosaurier-Skulpturen im Crystal Palace Park in London, die einen Meilenstein darstellen. Die Paläokunst entwickelte sich in ihrem Umfang und ihrer Genauigkeit parallel zur Paläontologie, wobei die „klassische“ Paläokunst mit der rasanten Zunahme der Dinosaurierfunde einherging, die durch die Öffnung der amerikanischen Grenzen im neunzehnten Jahrhundert ausgelöst wurde. Der Paläokünstler Charles R. Knight, der als erster die Dinosaurier als aktive Tiere darstellte, dominierte die Paläokunstlandschaft bis ins frühe 20. Jahrhundert.
Die moderne Ära der Paläokunst wurde durch die „Dinosaurier-Renaissance“ eingeleitet, eine kleine wissenschaftliche Revolution, die in den frühen 1970er Jahren begann und in der die Dinosaurier als aktive, wachsame Kreaturen verstanden wurden, die möglicherweise Warmblüter und wahrscheinlich mit den Vögeln verwandt waren. Diese Veränderung der Landschaft führte zu einer stärkeren Betonung der Genauigkeit, der Neuartigkeit und einer Konzentration auf die Darstellung prähistorischer Kreaturen als echte Tiere, die in ihrem Aussehen, ihrem Verhalten und ihrer Vielfalt lebenden Tieren ähneln.
Das moderne Zeitalter der Paläokunst ist gekennzeichnet durch diesen Schwerpunkt auf Genauigkeit und Vielfalt in Stil und Darstellung sowie durch den Aufstieg der digitalen Kunst und den durch das Internet ermöglichten besseren Zugang zu wissenschaftlichen Ressourcen und zu einer sich ausbreitenden wissenschaftlichen und künstlerischen Gemeinschaft. Heute ist die Paläokunst ein weltweit anerkanntes Genre wissenschaftlicher Kunst, das Gegenstand internationaler Wettbewerbe und Auszeichnungen, Galerien und einer Vielzahl von Büchern und wissenschaftlichen Erstbeschreibungen ist.

## Definition
Ein Hauptgrund für die Entstehung der Paläokunst als eigenständige Form der wissenschaftlichen Illustration war der Wunsch sowohl der Öffentlichkeit als auch der Paläontologen, die Vorgeschichte und die Fossilien zu visualisieren. Mark Hallett, der den Begriff „Paläokunst“ 1987 prägte, betonte die Bedeutung der Zusammenarbeit zwischen Künstlern, Paläontologen und anderen Fachleuten, um Zugang zu Informationen zu erhalten, die es ermöglichen, genaue, realistische Rekonstruktionen ausgestorbener Tiere und ihrer Umgebung zu erstellen.
Da sich das paläontologische Wissen und die öffentliche Wahrnehmung des Fachgebiets seit den ersten Versuchen, die Vorgeschichte zu rekonstruieren, dramatisch verändert haben, hat sich auch die Paläokunst als Disziplin im Laufe der Zeit gewandelt. Dies führte zu Schwierigkeiten bei der Schaffung einer gemeinsamen Definition des Begriffs. In Anbetracht der Tatsache, dass das Streben nach wissenschaftlicher Genauigkeit schon immer ein hervorstechendes Merkmal der Disziplin war, weisen einige Autoren darauf hin, wie wichtig es ist, echte Paläokunst von „Paläobildern“ zu unterscheiden, die als eine breitere Kategorie paläontologisch beeinflusster Bilder definiert werden und die eine Vielzahl kultureller und medialer Darstellungen prähistorischen Lebens in verschiedenen Erscheinungsformen umfassen können, aber nicht unbedingt wissenschaftliche Genauigkeit als anerkanntes Ziel beinhalten.
In einem Versuch, diese Begriffe voneinander abzugrenzen, wurden Paläokünstler als Künstler definiert, „die originale Skelettrekonstruktionen und/oder Rekonstruktionen prähistorischer Tiere erstellen oder fossile Flora oder Wirbellose unter Verwendung akzeptabler und anerkannter Verfahren zu rekonstruieren“. Andere wiesen darauf hin, dass eine Definition von Paläokunst ein gewisses Maß an Subjektivität beinhalten muss, bei der neben dem Ziel der Genauigkeit auch der Stil, die Vorlieben und Meinungen des Künstlers ins Spiel kommen. Die Society of Vertebrate Paleontology beschreibt Paläokunst als „die wissenschaftliche oder naturalistische Darstellung paläontologischer Themen, die sich auf Wirbeltierfossilien beziehen“, eine Definition, die von einigen als inakzeptabel angesehen wird, weil sie Themen ausschließt, die nicht mit Wirbeltieren zu tun haben. Der Paläokünstler Mark P. Witton erklärt Paläokunst anhand von drei wesentlichen Elementen: 1) Sie ist an wissenschaftliche Daten gebunden, 2) sie beinhaltet eine biologisch fundierte Rekonstruktion, um fehlende Daten zu ergänzen, und 3) sie bezieht sich auf ausgestorbene Organismen.
Diese Definition schließt ausdrücklich aus, dass technische Illustrationen fossiler Exemplare als Paläokunst gelten, und verlangt die Verwendung „begründeter Extrapolationen und fundierter Spekulationen“, um diese rekonstruktiven Lücken zu füllen, wodurch auch Kunstwerke, die aktiv gegen bekannte veröffentlichte Daten verstoßen, ausdrücklich ausgeschlossen werden. Diese könnten eher als paläontologisch inspirierte Kunst angesehen werden. In einem Versuch, eine gemeinsame Definition des Begriffs festzulegen, führten Ansón und Kollegen (2015) eine empirische Umfrage in der internationalen paläontologischen Gemeinschaft mit einem Fragebogen zu verschiedenen Aspekten der Paläoart durch. 78 % der befragten Teilnehmer stimmten der Bedeutung wissenschaftlicher Genauigkeit in der Paläokunst zu, und 87 % der Befragten stellten fest, dass die Genauigkeit der Paläokunst im Laufe der Zeit zugenommen hat.

## Ziele und Herstellung
Die Herstellung von Paläokunst erfordert per definitionem eine umfangreiche Lektüre von Forschungsarbeiten und das Sammeln von Referenzen, um die wissenschaftliche Glaubwürdigkeit zum Zeitpunkt der Herstellung zu gewährleisten. Die Ziele von Paläokunst reichen von der Vermittlung wissenschaftlicher Erkenntnisse bis hin zur Erweckung von Emotionen durch die Faszination der Natur. Der Künstler James Gurney, bekannt durch die Dinotopia-Buchreihe, hat die Interaktion zwischen Wissenschaftlern und Künstlern in der Form beschrieben, dass der Künstler die Augen des Wissenschaftlers ist, da seine Illustrationen den Theorien Gestalt verleihen. Paläokunst bestimmt, wie die Öffentlichkeit längst ausgestorbene Tiere wahrnimmt. Neben dem Streben nach Genauigkeit können die Intentionen des Paläokünstlers vielseitig sein und die Darstellung spezifischer wissenschaftlicher Annahmen, die Anregung neuer Hypothesen oder die Voraussage paläontologischer Erkenntnisse durch Illustrationen umfassen, die später durch fossile Belege verifiziert werden können. Paläokunst kann selbst als Forschungsmethode eingesetzt werden, etwa bei der Erstellung von maßstabsgetreuen Modellen zur Schätzung von Gewichtsannäherungen und Größenverhältnissen. Paläokunst wird auch häufig als Instrument für die Öffentlichkeitsarbeit und die Bildung eingesetzt, unter anderem durch die Herstellung und den Verkauf von Spielzeug, Büchern, Filmen und anderen Produkten zum Thema Paläontologie.

## Wissenschaftliche Grundsätze

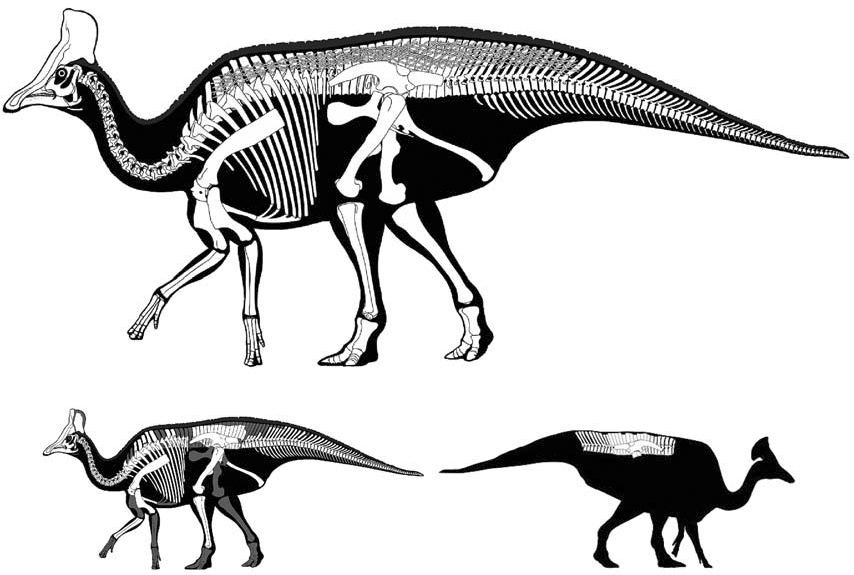
Ein Beispiel für eine Skelettrekonstruktion, auf die viele Paläokünstler zurückgreifen: Olorotitan von Andrei Anatoljewitsch Atutschin.

Obwohl jeder Künstler anders vorgeht, schlug Witton (2018) eine Reihe von Standardanforderungen vor, um Kunstwerke zu schaffen, die der Definition entsprechen. Ein grundlegendes Verständnis der zeitlichen (Geochronologie) und räumlichen (Paläobiogeografie) Verortung des betreffenden Organismus ist für die Rekonstruktion von Szenen oder Umgebungen in der Paläokunst erforderlich. Die Referenz des Skeletts – nicht nur die Knochen von Wirbeltieren, sondern auch alle versteinerten Strukturen des Weichgewebes wie verholztes Pflanzengewebe und Korallengerüste – ist für das Verständnis der Proportionen, der Größe und des Aussehens ausgestorbener Organismen entscheidend. Da viele fossile Exemplare nur aus fragmentarischem Material bekannt sind, kann ein Verständnis der Ontogenese, der funktionellen Morphologie und der Phylogenie der Organismen erforderlich sein, um wissenschaftlich strenge Paläokunst zu schaffen, indem restaurative Lücken parsimonisch ausgefüllt werden.
Mehrere professionelle Paläokünstler schlagen die Berücksichtigung zeitgenössischer Tiere vor, um akkurate Rekonstruktionen zu unterstützen, insbesondere in Fällen, in denen entscheidende Details der Haltung, des Aussehens und des Verhaltens aus fossilem Material nicht bekannt sind. Beispielsweise sind die Färbung und Musterung der meisten ausgestorbenen Tiere aus fossilen Belegen nicht bekannt, aber diese können auf der Grundlage bekannter Aspekte der Umgebung und des Verhaltens des Tieres sowie durch Rückschlüsse auf Funktionen wie Thermoregulation, Artenerkennung und Tarnung plausibel rekonstruiert werden.

## Künstlerische Grundsätze
Zusätzlich zu den wissenschaftlichen Erkenntnissen beinhaltet die Paläokunst eine traditionelle Herangehensweise an die Kunst, die Verwendung und Entwicklung eines Stils, eines Mediums und eines Themas, das für jeden Künstler einzigartig ist. Der Erfolg eines Paläokunstwerks hängt von der Stärke der Komposition ab, wie bei jeder anderen Kunstgattung. Die Beherrschung von Objektplatzierung, Farbe, Beleuchtung und Form kann für die Vermittlung einer realistischen Darstellung prähistorischen Lebens unerlässlich sein. Zeichnerische Fähigkeiten bilden ebenfalls eine wichtige Grundlage für eine effektive Paläoillustration, einschließlich eines Verständnisses von Perspektive, Komposition, Beherrschung eines Mediums und Übung im Zeichnen von Leben. Die Paläokunst ist eine einzigartige kompositorische Herausforderung, da ihr Inhalt nicht direkt referenziert, sondern erdacht und hergeleitet werden muss, was in vielen Fällen auch das Verhalten der Tiere und ihre Umgebung einschließt. Um dieses Ziel zu erreichen, sollten die Künstler die Atmosphäre und den Zweck einer Komposition im Auge behalten, um ein effektives Paläokunstwerk zu erschaffen.
Viele Künstler und Enthusiasten sind der Meinung, dass Paläokunst als Kunst um ihrer selbst willen Gültigkeit hat. Die Unvollständigkeit des Fossilnachweises, die unterschiedlichen Interpretationen des vorhandenen Materials und die Unmöglichkeit, Verhaltensweisen zu beobachten, sorgen dafür, dass die Darstellung von Dinosauriern eine spekulative Komponente hat.
Daher kann eine Vielzahl von Faktoren neben der Wissenschaft die paläontologischen Illustratoren beeinflussen, einschließlich der Erwartungen von Redakteuren, Kuratoren und Auftraggebern sowie seit langem bestehender Annahmen über die Natur der Dinosaurier, die unabhängig von der Genauigkeit über Generationen von Paläokunst wiederholt werden können.

## Geschichte

### Proto-Paläokunst (vor 1800)
Obwohl der Begriff Paläokunst relativ neu ist, geht man davon aus, dass die Praxis der Rekonstruktion antiken Lebens auf der Grundlage echter fossiler Überreste etwa zur gleichen Zeit wie die Paläontologie entstanden ist. Ausgestorbene Tiere darstellende Kunst gab es jedoch schon lange vor Henry Thomas de la Bèches Gemälde Duria Antiquior aus dem Jahr 1830, das manchmal als erstes echtes paläontologisches Kunstwerk angesehen wird. Zu diesen älteren Werken gehören Skizzen, Gemälde und detaillierte anatomische Rekonstruktionen, wobei die Beziehung dieser Werke zu beobachteten Fossilien meist spekulativ ist. So wird beispielsweise eine korinthische Vase, die zwischen 560 und 540 v. Chr. bemalt wurde, von einigen Forschern für eine Darstellung eines fossilen Schädels gehalten. Dieses so genannte Monster von Troja, das Ungeheuer, gegen das der griechische Sagenheld Herakles kämpfte, ähnelt in gewisser Weise dem Schädel des Giraffiden Samotherium. Witton vertrat die Auffassung, dass das Gemälde aufgrund der erheblichen Unterschiede zu dem Schädel, den es angeblich darstellt (fehlende Hörner, scharfe Zähne), nicht unbedingt als „Proto-Paläokunst“ betrachtet werden sollte. Andere Wissenschaftler vermuten, dass antike Fossilien griechische Darstellungen von Greifen inspiriert haben, wobei die mythische Chimäre aus Löwe und Vogelanatomie oberflächlich dem Schnabel, den Hörnern und dem vierfüßigen Körperbau des Dinosauriers Protoceratops ähnelt. In ähnlicher Weise spekulierten Autoren, dass die große, einheitliche Nasenöffnung im Schädel fossiler Zwergelefanten auf Mittelmeerinseln wie Sizilien antike Kunstwerke und Geschichten über die einäugigen Zyklopen inspiriert haben könnte. Diese Ideen wurden jedoch nie angemessen untermauert, da die vorhandenen Beweise eher mit den etablierten kulturellen Interpretationen dieser mythischen Figuren übereinstimmen.

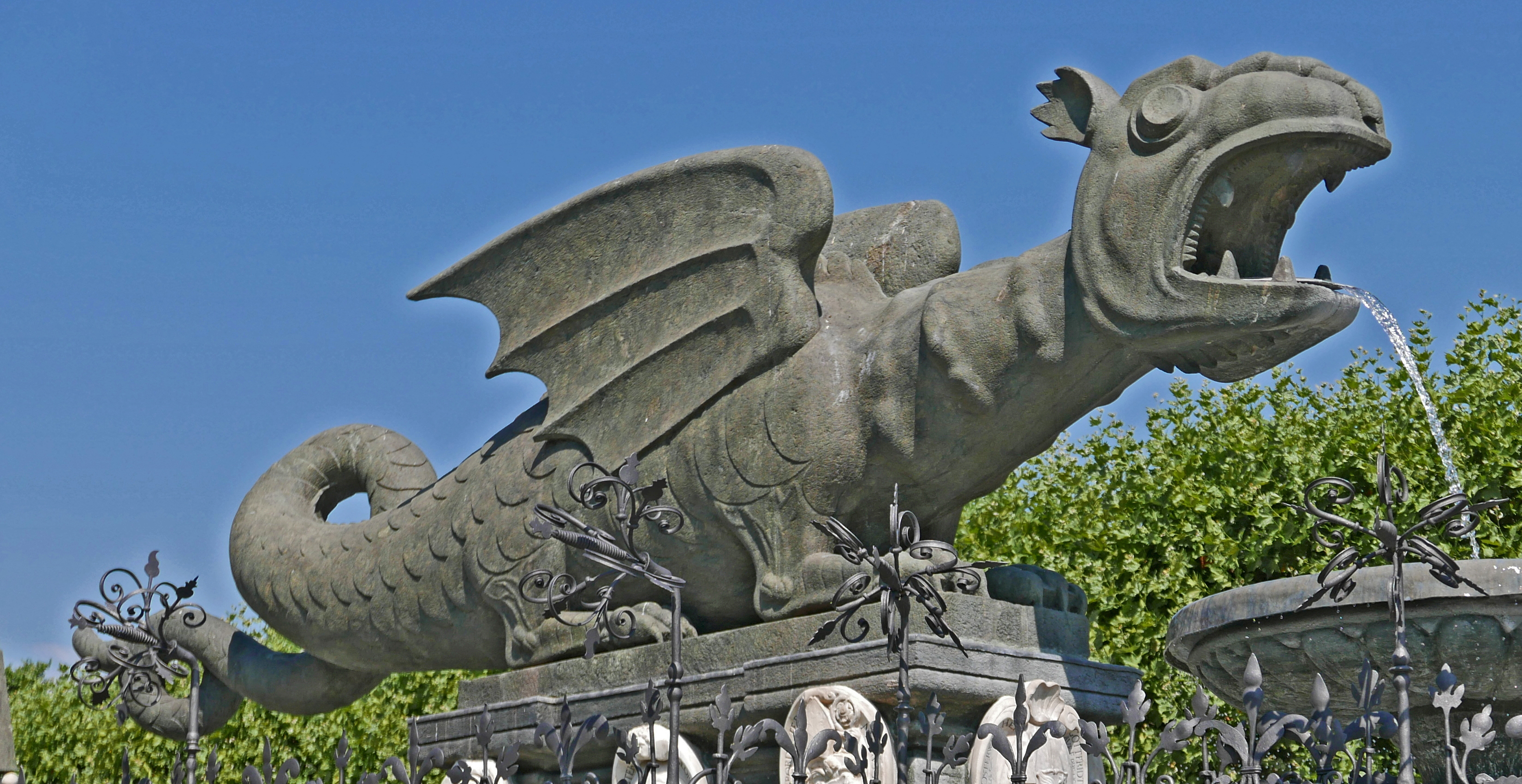
Lindwurmbrunnen in Klagenfurt

Die frühesten Werke der „Proto-Paläokunst“, die eindeutig das Lebensbild fossiler Tiere darstellen, stammen aus dem Europa des 15. und 16. Jahrhunderts. Eine solche Darstellung ist Ulrich Vogelsangs Statue eines Lindwurms in Klagenfurt, Österreich, aus dem Jahr 1590. In Schriften aus der Entstehungszeit wird der Schädel eines Wollnashorns (Coelodonta antiquitatis) als Grundlage für den Kopf der Rekonstruktion genannt. Dieser Schädel wurde 1335 in einem Bergwerk oder einer Schottergrube in der Nähe von Klagenfurt gefunden und ist heute noch zu sehen. Obwohl die Lindwurm-Statue nur wenig Ähnlichkeit mit dem fraglichen Schädel aufweist, wird angenommen, dass sie mit ziemlicher Sicherheit von diesem Fund inspiriert wurde.
Das deutsche Lehrbuch Mundus Subterraneus des Gelehrten Athanasius Kircher aus dem Jahr 1678 enthält eine Reihe von Abbildungen von Riesenmenschen und Drachen, die möglicherweise auf den damaligen Fossilienfunden beruhen, von denen viele aus Steinbrüchen und Höhlen stammten. Bei einigen dieser Funde könnte es sich um die Knochen großer Säugetiere aus dem Pleistozän handeln, die in diesen europäischen Höhlen vorkamen. Die ungewöhnliche Darstellung eines Drachen in dem Werk könnte auf weitaus älteren Fossilien von Plesiosauriern beruhen, da dieser mit seinem tonnenförmigen Körper und den paddelartigen Flügeln deutlich von den klassischen schlanken, schlangenartigen Drachenbildern der damaligen Zeit abweicht. Othenio Abel zufolge geht diese drastische Abweichung von den typischen Drachenbildern dieser Zeit, von denen man annimmt, dass sie durch den Lindwurm beeinflusst wurden, möglicherweise auf (hypothetische) alte Funde von Plesiosaurierfossilien in Steinbrüchen des Posidonienschiefers in Schwaben zurück.
Skelettrekonstruktionen des Einhorns aus dem 18. Jahrhundert wurden vermutlich durch eiszeitliche Mammut- und Nashornknochen inspiriert, die 1663 in einer Höhle bei Quedlinburg gefunden wurden. Der Ursprung dieser Kunstwerke ist ungewiss und könnte von Otto von Guericke stammen, dem deutschen Naturforscher, der die Überreste des Einhorns in seinen Schriften erstmals erwähnte, oder von Gottfried Wilhelm Leibniz, dem Autor, der das Bild 1749 posthum veröffentlichte. Diese Darstellung ist die älteste bekannte Abbildung eines fossilen Skeletts.

### Frühe wissenschaftliche Paläokunst (1800–1890)

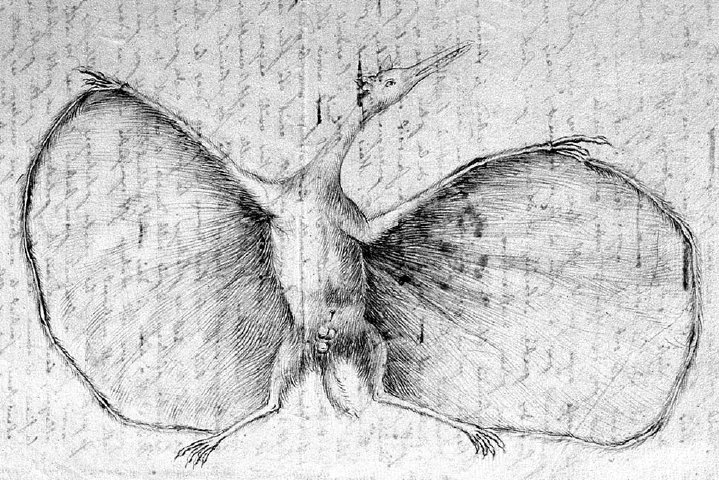
Jean Hermanns Darstellung des Flugsauriers Pterodactylus antiquus aus dem Jahr 1800

Zu Beginn des 19. Jahrhunderts entstanden die ersten paläontologischen Kunstwerke mit eindeutiger wissenschaftlicher Grundlage, und zwar zeitgleich mit der Anerkennung der Paläontologie als eigenständiger Wissenschaftszweig. Der französische Naturforscher und Professor Jean Hermann aus Straßburg fertigte im Jahr 1800 das an, was Witton als die „ältesten bekannten, unbestreitbaren“ Paläokunstwerke bezeichnet. Diese Skizzen, die auf dem ersten bekannten fossilen Skelett eines Flugsauriers basieren, zeigen Hermanns Interpretation des Tieres als fliegendes Säugetier mit Fell und großen äußeren Ohren. Bei diesen Tuschezeichnungen handelte es sich um relativ schnelle Skizzen, die seine Notizen zu dem Fossil begleiteten. Sie waren wahrscheinlich nie zur Veröffentlichung vorgesehen und ihre Existenz wurde erst durch einen in den 2000er Jahren wiederentdeckten Briefwechsel zwischen dem Künstler und dem französischen Anatomen Baron Georges Cuvier publik.

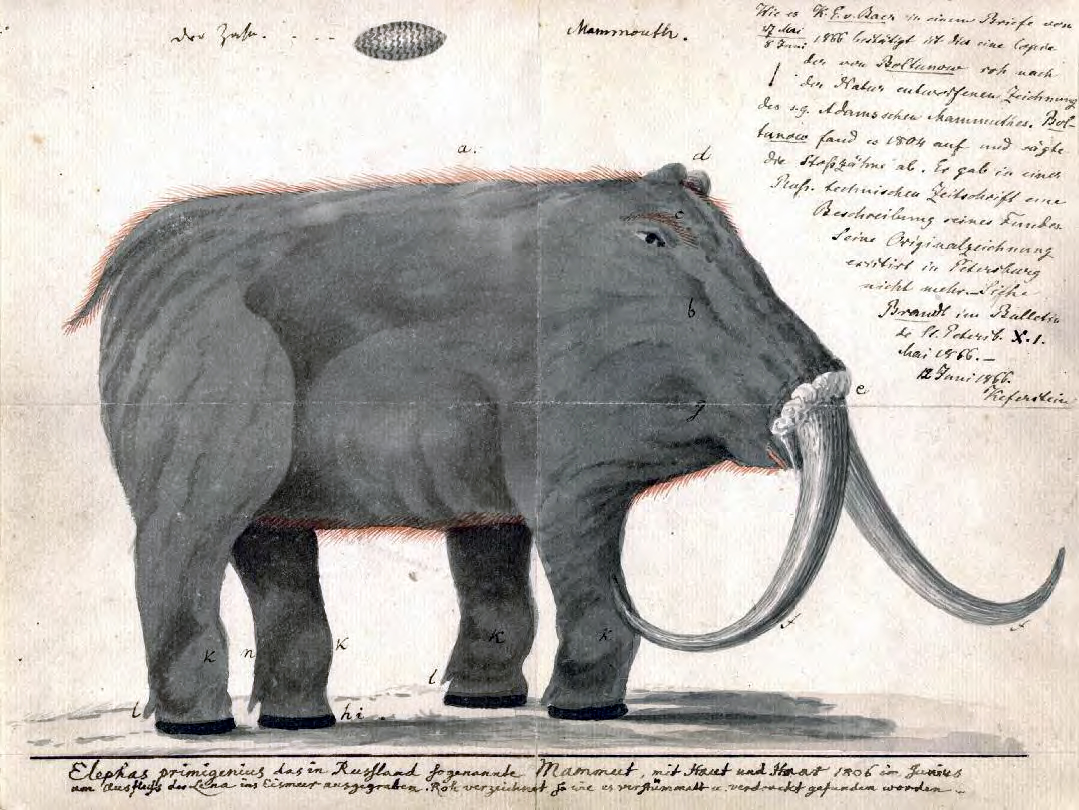
Darstellung eines Wollhaarmammuts von Roman Boltunow im frühen 19. Jahrhundert

Auch die privaten Skizzen von Mammutfossilien, die der Jakutsker Elfenbeinhändler Roman Boltunow 1805 zeichnete, waren wahrscheinlich nie für eine wissenschaftliche Veröffentlichung bestimmt, jedoch macht ihre Funktion – die Darstellung des Aussehens eines Tieres, dessen Stoßzähne er in Sibirien gefunden hatte und zu verkaufen hoffte – sie zu einem der ersten Beispiele von Paläokunst nach heutiger Definition. Boltunows Skizzen des Tieres, die es ohne Rüssel und wie ein Wildschwein darstellten, weckten so viel wissenschaftliches Interesse an dem Exemplar, dass die Zeichnungen später nach Sankt Petersburg geschickt wurden und schließlich zur Ausgrabung und Untersuchung des restlichen Exemplars führten.
Cuvier fertigte daraufhin eigene Skelettrekonstruktionen von ausgestorbenen Säugetieren an. Einige davon enthielten Darstellungen mit aufgeschichteter Muskulatur, die in den frühen 1820er Jahren als die frühesten Beispiele für Abbildungen von Tiergewebe auf fossilen Skeletten gelten können. Da zu diesem Zeitpunkt riesige und detaillierte Fossilienrekonstruktionen in denselben Publikationen erschienen wie diese bescheidenen Versuche der Weichteilrekonstruktion, spekulierten Historiker darüber, ob dies die Scham und das mangelnde Interesse an der Paläokunst widerspiegelte, die zu jener Zeit zu spekulativ war, um wissenschaftlichen Wert zu haben. Eine bemerkenswerte Abweichung vom Cuvier-ähnlichen Ansatz ist in einer Karikatur des Geologen William Daniel Conybeare aus dem Jahr 1822 zu sehen, die den Paläontologen William Buckland zeigt, der die britische Kirkdale Cave betritt, die für ihre eiszeitlichen Säugetierreste bekannt ist, inmitten einer Szene mit fossilen Hyänen, die im Inneren der Höhle leibhaftig rekonstruiert wurden. Ein ähnlicher Fortschritt ist die Darstellung eines drachenähnlichen Tieres, das den von George Howman gestalteten Flugsaurier Dimorphodon repräsentieren soll, der über eine Küstenlinie fliegt. Dieses Aquarell von 1829 ist ein fantasievolles Werk, das zwar nicht besonders wissenschaftlich ist, jedoch ein weiterer sehr früher Versuch, ein fossiles Tier in einem geeigneten Lebensraum zu rekonstruieren.

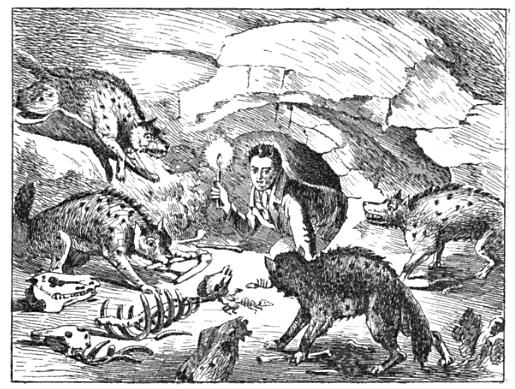
Eine Karikatur des Geologen William Daniel Conybeare aus dem Jahr 1822, die William Buckland in einer Hyänenhöhle zeigt, würdigt dessen bahnbrechende Analyse der in der Kirkdale Cave gefundenen Fossilien

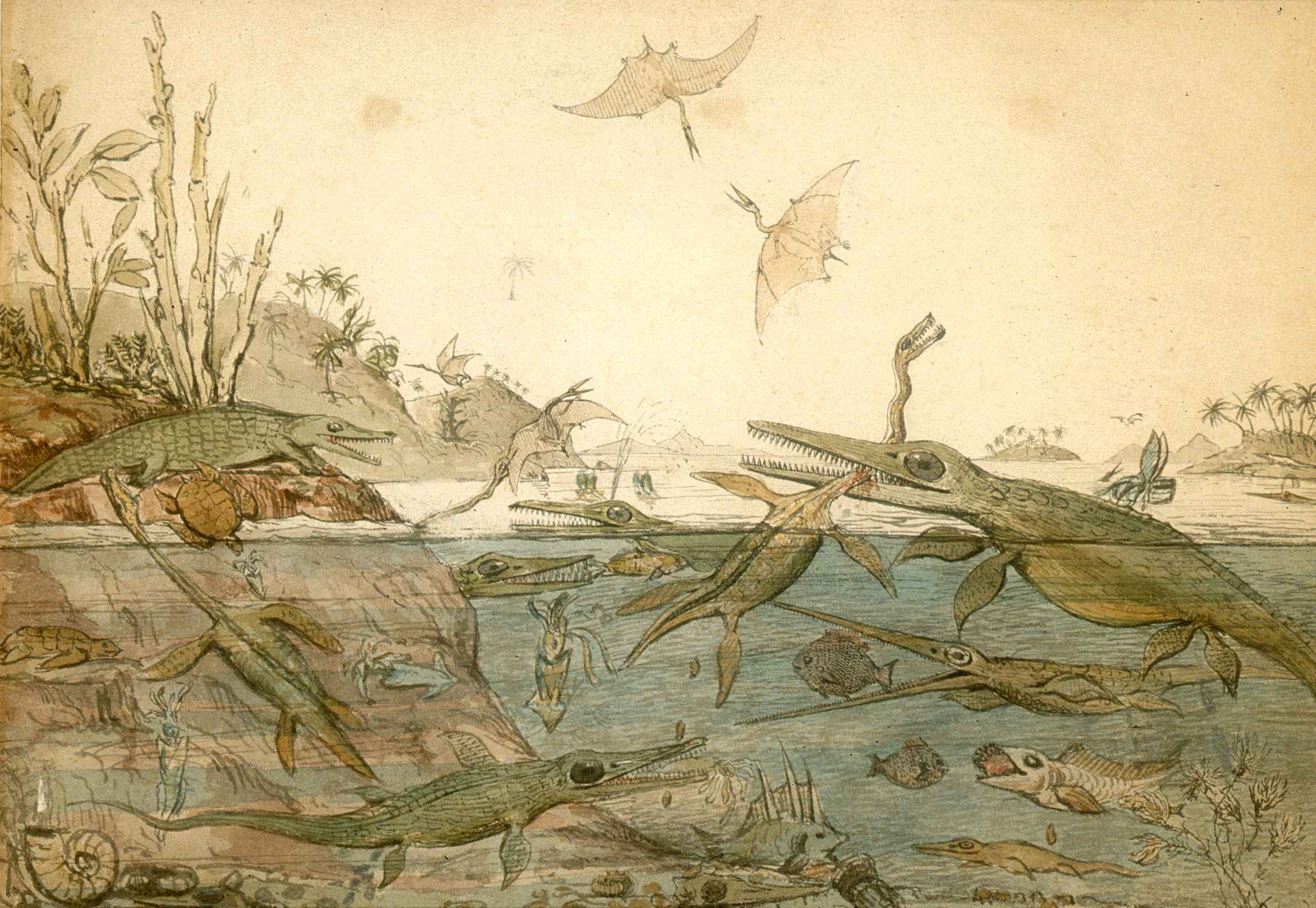
Das Aquarellgemälde Duria Antiquior – A more ancient Dorset des Geologen Henry Thomas de la Bèche aus dem Jahr 1830 basiert auf Fossilien, die Mary Anning gefunden hat

1830 malte der britische Paläontologe Henry Thomas de la Bèche die erste „vollständig realisierte“ Paläokunstszene, die prähistorische Tiere in einer realistischen geologischen Umgebung darstellte. Dieses Aquarell mit dem Titel Duria Antiquior – A more Ancient Dorset stellt eine Szene aus dem frühen Jura von Dorset dar, einer fossilreichen Region der britischen Inseln. Das Gemälde, das auf den Fossilienfunden der Paläontologin Mary Anning an der Küste von Dorset basiert, zeigt realistische Aspekte des Aussehens, des Verhaltens und der Umgebung der fossilen Tiere in einer Detailtreue, Realitätsnähe und Genauigkeit, die zu den ersten ihrer Art gehörte. Dieses Aquarell, eine frühe Illustration der Paläoökologie, zeigt Plesiosaurier und Ichthyosaurier beim Schwimmen und bei der Nahrungssuche in einer natürlichen Umgebung und enthält Darstellungen von Verhaltensweisen dieser Meeresreptilien, die zwar nicht bekannt waren, aber von de la Bèche auf der Grundlage des Verhaltens lebender Tiere abgeleitet wurden.
So ist beispielsweise ein Ichthyosaurier mit geöffnetem Maul gemalt, um den Fisch kopfüber zu verschlucken, so wie ein Raubfisch einen anderen verschlucken würde. Mehrere dieser Tiere sind auch beim Defäkieren abgebildet, ein Thema, das auch in anderen Werken von de la Beche auftaucht. Seine Lithografie von 1829 mit dem Titel A Coprolitic Vision, die vielleicht von Conybeares Karikatur der Kirkdale Cave inspiriert wurde, nimmt William Buckland auf die Schippe, indem sie ihn am Eingang einer Höhle zeigt, umgeben von kotenden prähistorischen Tieren. Mehrere Autoren bemerkten de la Beches offensichtliches Interesse an versteinerten Fäkalien und spekulierten, dass sogar die Form der Höhle in dieser Karikatur an das Innere eines riesigen Verdauungstrakts erinnert. Sicherlich inspirierte Duria Antiquior viele spätere Ableitungen, von denen eine 1831 von Nicolaus Christian Hohe unter dem Titel Jura Formation erstellt wurde. Dieses vom deutschen Paläontologen August Goldfuß veröffentlichte Werk war die erste vollständige Paläokunstszene, die in einer wissenschaftlichen Publikation veröffentlicht wurde, und führte wahrscheinlich auch andere Wissenschaftler jener Zeit in das Potenzial der Paläokunst ein. Goldfuß war der erste, der ein pelzartiges Integument bei einem Flugsaurier beschrieb, das in seiner 1831 in Auftrag gegebenen Illustration rekonstruiert wurde, die auf seiner Beobachtung des Holotyps von Scaphognathus beruhte. Diese Beobachtung, die von Wissenschaftlern wie Hermann von Meyer abgelehnt wurde, wurde später durch bildgebende Verfahren des 21. Jahrhunderts, wie z. B. das polynomiale Texture Mapping, das bei diesem Exemplar angewendet wurde, mit Sicherheit bestätigt. Im Jahr 1838 erschien in der Schrift The Wonders of Geology von Gideon Mantell das vom britische Maler John Martin entworfene Bild The Country of the Iguanodon. Mantell untersuchte insbesondere fossile Dinosaurierknochen und stellte Vermutungen über deren Aussehen an. Martin schuf eine unwirkliche, spekulative Szene über kämpfende Saurier in einer gebirgigen Landschaft.

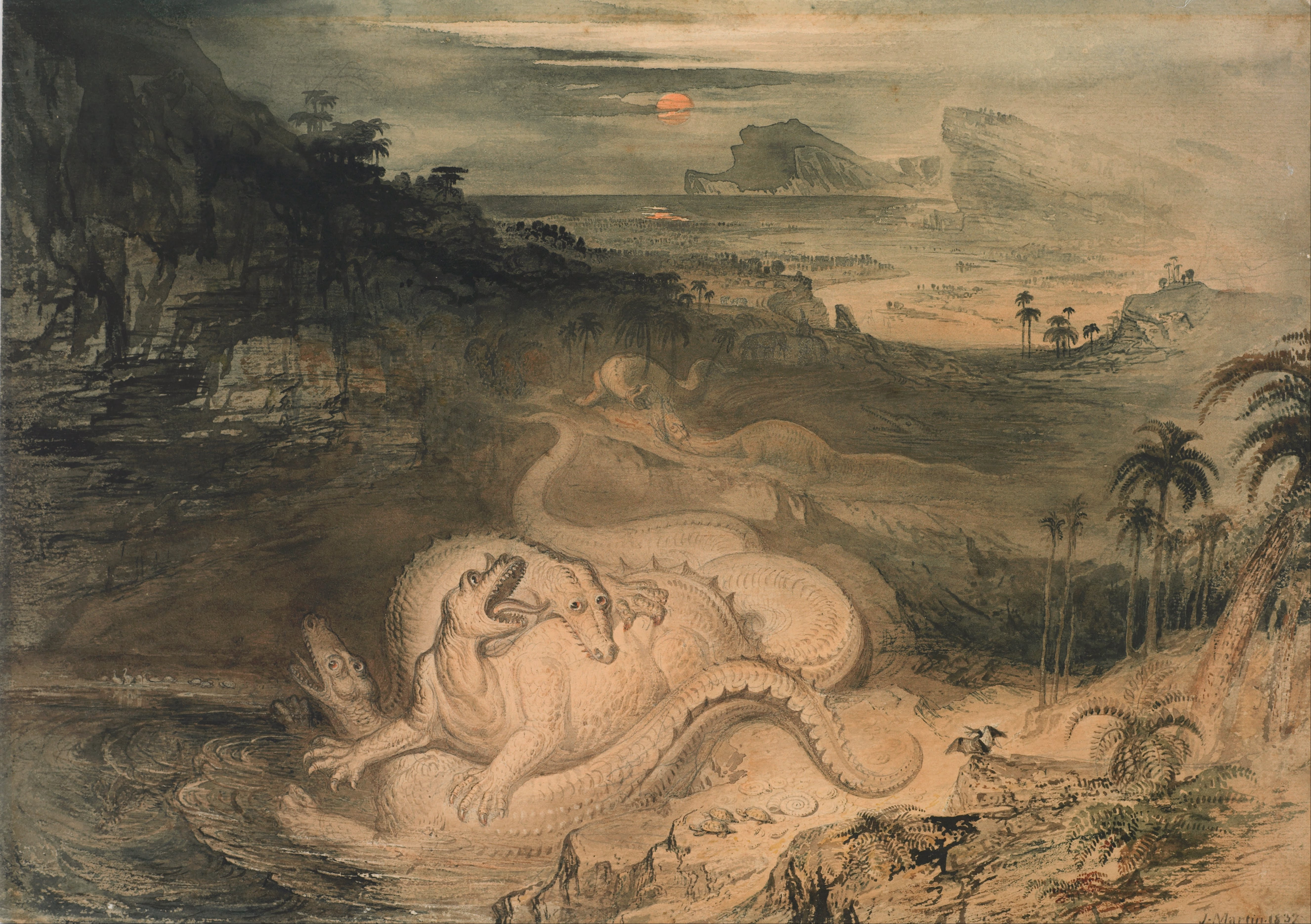
John Martin: The Country of the Iguanodon (1838)

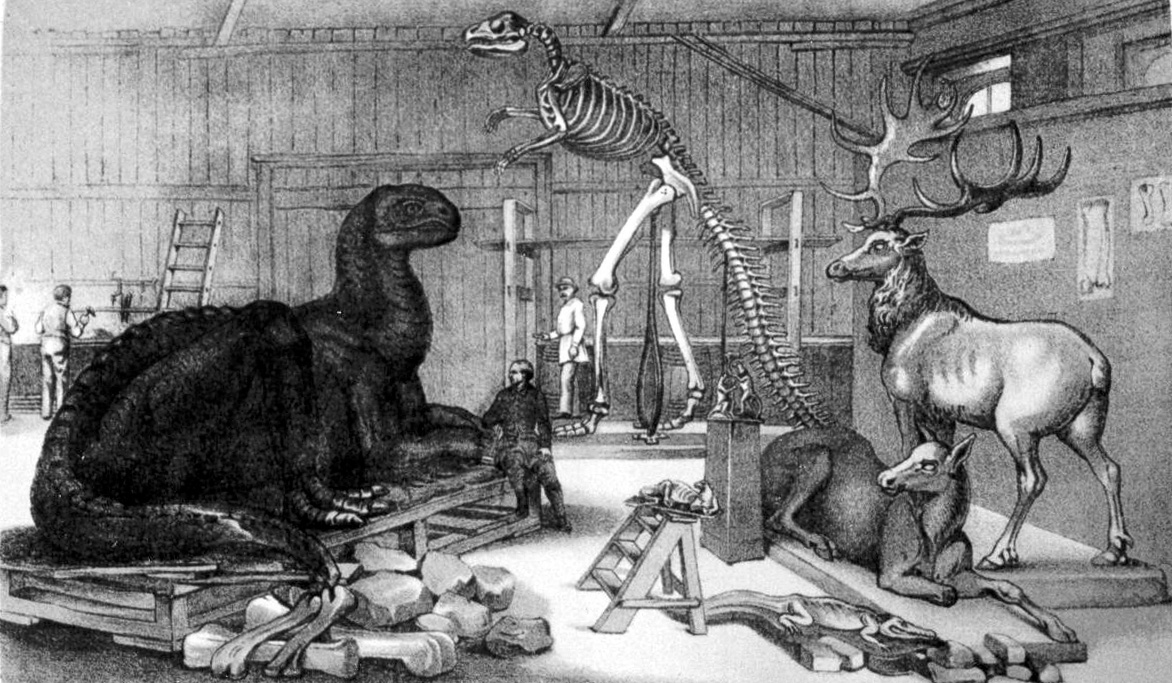
Das Studio von Benjamin Waterhouse Hawkins im Central Park Arsenal mit ausgestorbenen Tieren (1869)

Die Rolle der Kunst bei der Verbreitung paläontologischen Wissens erhielt eine neue Bedeutung, als die Dinosaurier-Illustration Mitte des 18. Jahrhunderts zusammen mit der Dinosaurier-Paläontologie voranschritt. Da zu der Zeit, als der Begriff Dinosaurier 1841 von Sir Richard Owen geprägt wurde, nur fragmentarische fossile Überreste bekannt waren, weckte die Frage nach dem Aussehen der Dinosaurier das Interesse von Wissenschaftlern und Öffentlichkeit gleichermaßen. Aufgrund der Neuheit und der begrenzten Anzahl der damals verfügbaren fossilen Beweise hatten Künstler und Wissenschaftler keinen Referenzrahmen, auf den sie sich stützen konnten, um zu verstehen, wie Dinosaurier im Leben aussahen. Aus diesem Grund orientierten sich die Darstellungen von Dinosauriern zu dieser Zeit stark an lebenden Tieren wie Fröschen, Eidechsen und Kängurus. Eines der berühmtesten Beispiele, der Iguanodon, wurde als ein riesiger Leguan dargestellt, weil man damals glaubte, dass die einzigen bekannten Fossilien des Dinosauriers – Kiefer und Zähne – denen der lebenden Eidechse ähnelten. Mit Owens Unterstützung schuf Benjamin Waterhouse Hawkins die ersten lebensgroßen Skulpturen, die Dinosaurier und andere prähistorische Tiere so darstellten, wie sie seiner Meinung nach ausgesehen haben könnten. Hawkins wird von einigen Wissenschaftlern als der erste bedeutende Künstler angesehen, der seine Fähigkeiten auf dem Gebiet der Dinosaurierpaläontologie einsetzte. Einige dieser Modelle wurden ursprünglich für die Great Exhibition von 1851 geschaffen. 33 wurden schließlich hergestellt, als der Crystal Palace nach Sydenham in Südlondon verlegt wurde. Überliefert ist, dass Owen am Silvesterabend 1853 ein Abendessen für 21 prominente Wissenschaftler in dem hohlen Iguanodon aus Beton veranstaltete. Allerdings hatte Gideon Mantell 1849, wenige Jahre vor seinem Tod im Jahr 1852, erkannt, dass der von ihm entdeckte Iguanodon kein schweres, dickhäuterähnliches Tier war, wie Owen behauptete, sondern schlanke Vorderbeine hatte. Er ließ fast zwei Dutzend lebensgroße Skulpturen verschiedener prähistorischer Tiere aus Beton über einem Stahl- und Ziegelgerüst errichten; darunter waren auch zwei Iguanodons, von denen einer stand und einer auf dem Bauch lag. Die Dinosaurier stehen nach wie vor im Park, aber ihre Darstellungen sind heute aufgrund des paläontologischen Fortschritts und Owens eigenen falschen Vorstellungen veraltet.

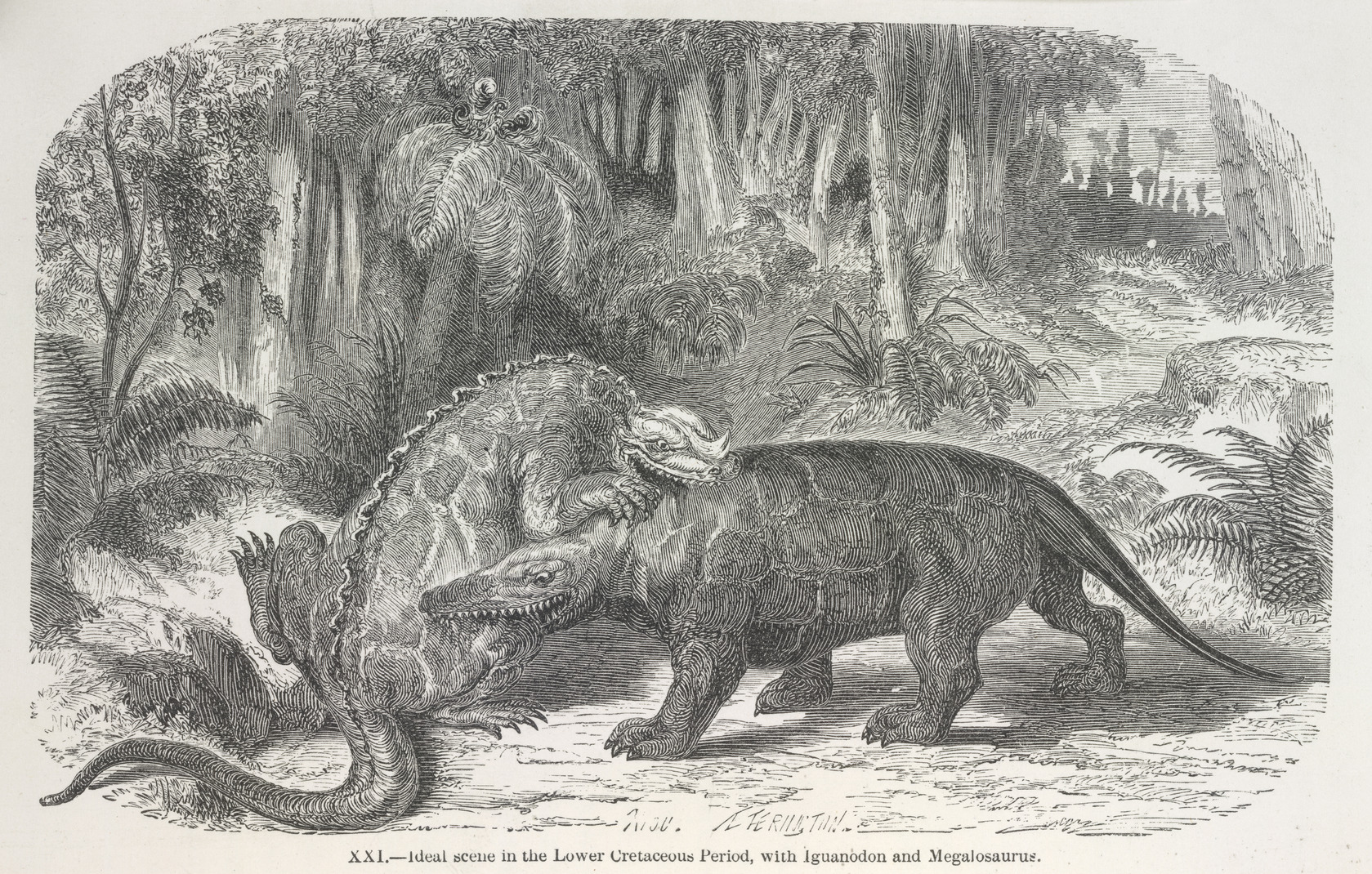
Édouard Rious Illustration von Iguanodon und Megalosaurus im Kampf aus dem Jahr 1865 aus La Terre Avant le Deluge

Die Crystal-Palace-Modelle waren trotz ihrer Ungenauigkeit nach heutigen Maßstäben ein Meilenstein in der Entwicklung der Paläokunst, die nicht nur ein ernsthaftes akademisches Unterfangen ist, sondern auch das Interesse der breiten Öffentlichkeit wecken kann. Die Dinosauriermodelle des Crystal Palace waren die ersten Paläokunstwerke, die als Postkarten, Reiseführer und Repliken an die breite Öffentlichkeit vermarktet wurden. In der zweiten Hälfte des 19. Jahrhunderts zeigte sich diese bedeutende Entwicklung auch in anderen wissenschaftlichen Büchern und Gemälden, in denen prähistorisches Leben wissenschaftlich rekonstruiert wurde. Ein Buch des französischen Wissenschaftlers Louis Figuier mit dem Titel La Terre Avant le Deluge, das 1863 veröffentlicht wurde, war das erste, das eine Reihe von Paläokunstwerken enthielt, die das Leben im Laufe der Zeit dokumentierten. Das von dem französischen Maler Édouard Riou illustrierte Buch zeigte ikonische Szenen von Dinosauriern und anderen prähistorischen Tieren, die auf Owens Konstruktionen basierten, und sollte in den folgenden Jahren als Vorlage für wissenschaftliche Bücher dienen, die Kunstwerke über prähistorisches Leben im Laufe der Zeit zeigten.

### „Klassische“ Paläokunst (1890–1970)

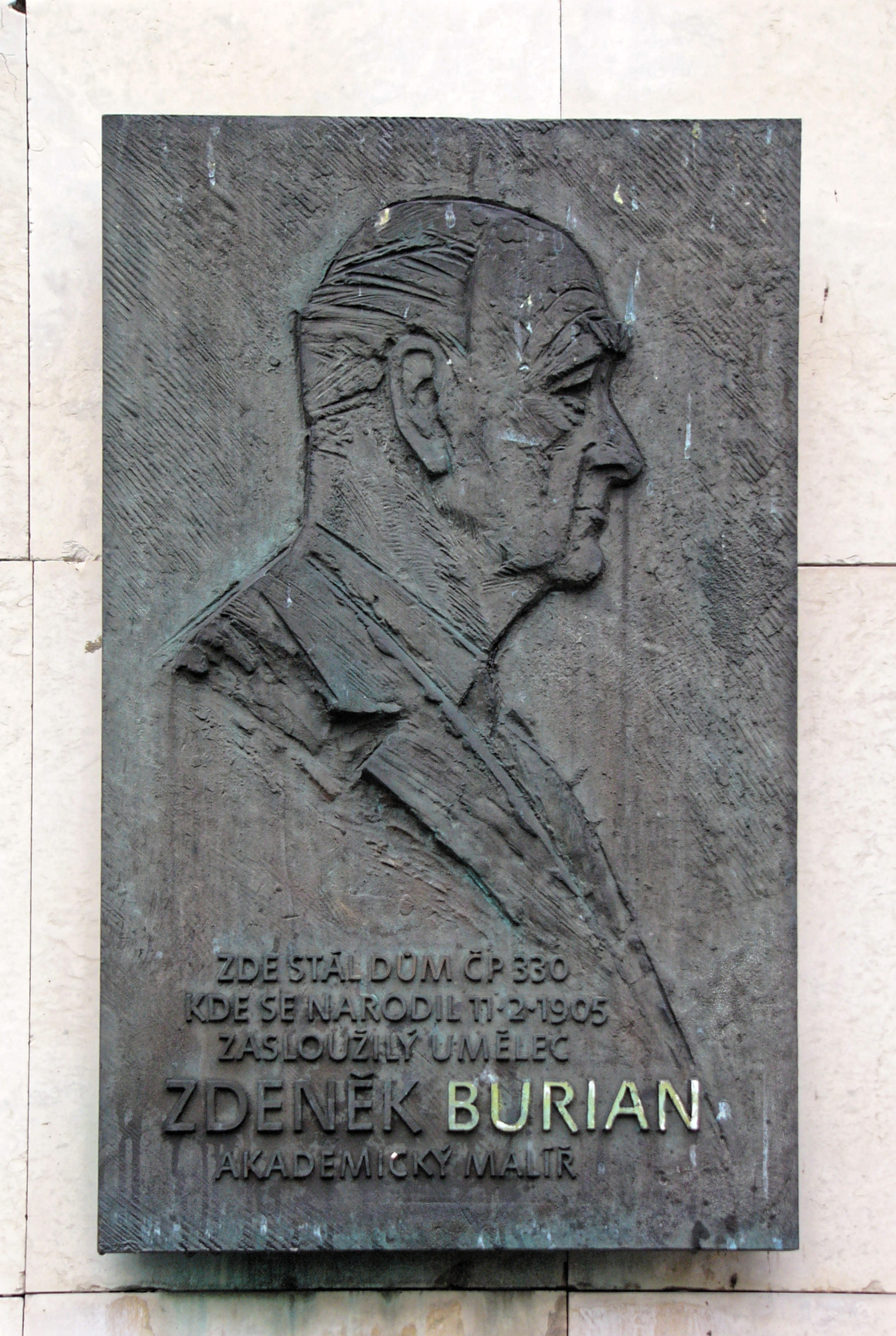
Zdeněk Burian war einer der prominentesten Paläokünstler des 20. Jahrhunderts

Mit der weiteren Erschließung des Westens in der zweiten Hälfte des 19. Jahrhunderts und den rasch zunehmenden Dinosaurierfunden in den knochenreichen Badlands des Mittleren Westens der USA und der kanadischen Wildnis wuchs auch das Interesse an künstlerischen Rekonstruktionen paläontologischer Funde. In dieser „klassischen“ Periode traten Charles R. Knight, Rudolph Zallinger und Zdeněk Burian als die drei prominentesten Vertreter der Paläokunst hervor. In dieser Zeit wurden Dinosaurier im Volksmund als schwanztragende, kaltblütige, träge „große Reptilien“ rekonstruiert, die in der Öffentlichkeit zum Inbegriff des evolutionären Scheiterns wurden.

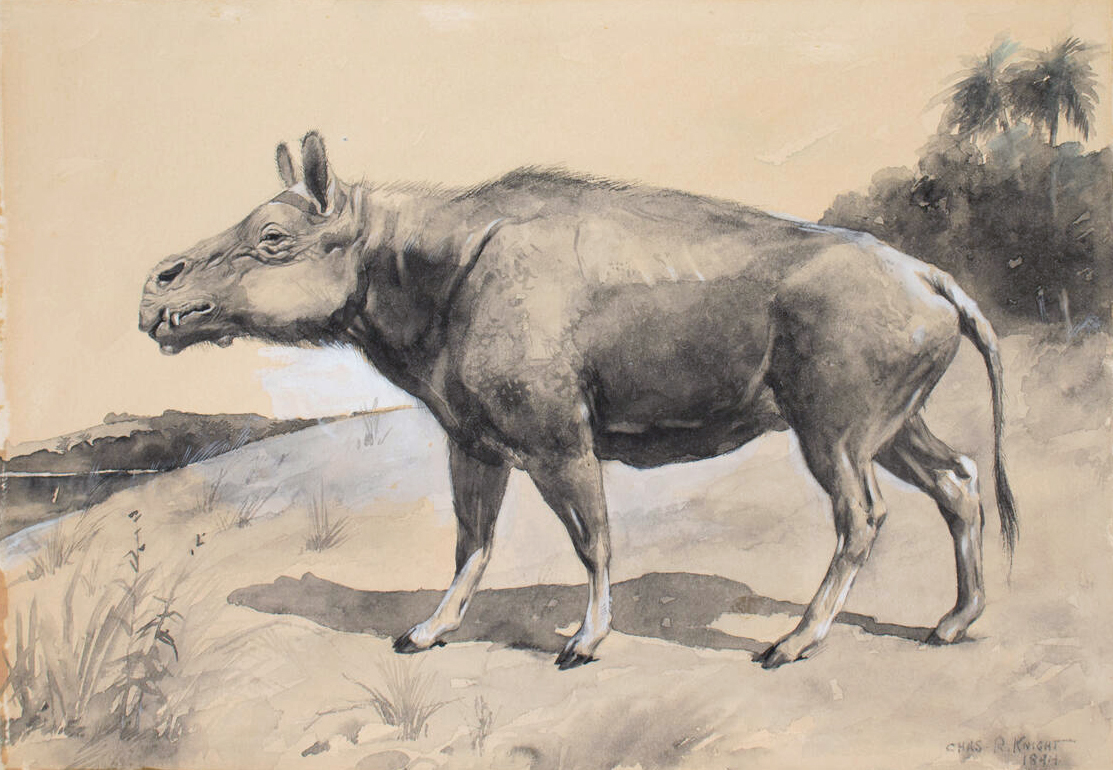
Entelodon, die erste Auftragsarbeit (1894) der Darstellung eines ausgestorbenen Tiers von Charles R. Knight

Charles Knight gilt allgemein als eine der Schlüsselfiguren der Paläokunst in dieser Zeit. Er wurde drei Jahre nach Charles Darwins Veröffentlichung des einflussreichen Werks Die Abstammung des Menschen und die geschlechtliche Zuchtwahl (The Descent of Man) geboren und erlebte in seiner Kindheit die Bone Wars zwischen den rivalisierenden amerikanischen Paläontologen Edward Drinker Cope und Othniel Charles Marsh, was ihm reiche frühe Erfahrungen bei der Entwicklung eines Interesses an der Rekonstruktion prähistorischer Tiere bescherte. Als begeisterter Tiermaler, der es ablehnte, nach Tierpräparaten oder Fotografien zu zeichnen, sondern es vorzog, nach dem Leben zu gestalten, wuchs Knight mit dem Malen lebender Tiere auf, wandte sich aber vor dem Hintergrund der sich rasch ausbreitenden paläontologischen Entdeckungen und der öffentlichen Energie, die die Sensationsberichterstattung über diese Entdeckungen um die Jahrhundertwende begleitete, prähistorischen Tieren zu. Knights Einstieg in die Paläokunst geht auf einen Auftrag von Jacob Wortman aus dem Jahr 1894 zurück, der ein Gemälde des ausgestorbenen Huftiers Elotherium (heute Entelodon) für die Fossilienausstellung des American Museum of Natural History in Auftrag gab. Knight wandte seine Kenntnisse der modernen Schweineanatomie auf das Gemälde an, das Wortman so sehr begeisterte, dass das Museum Knight daraufhin beauftragte, eine Reihe von Aquarellen verschiedener ausgestellter Fossilien zu malen.
In den 1920er, 1930er und 1940er Jahren fertigte Knight Zeichnungen, Gemälde und Wandbilder von Dinosauriern, Frühmenschen und ausgestorbenen Säugetieren für das American Museum of Natural History an, wo er von Henry Fairfield Osborn betreut wurde, und für das Field Museum of Natural History in Chicago sowie für National Geographic und viele andere bedeutende Zeitschriften jener Zeit an. 1951 entstand sein letztes großes Wandbild für das Everhart Museum in Scranton, Pennsylvania. Der Biologe Stephen Jay Gould bemerkte später, wie sehr Knights Paläokunst die öffentliche Wahrnehmung ausgestorbener Tiere beeinflusste, auch wenn er keine eigenen Forschungsarbeiten auf diesem Gebiet veröffentlicht hatte. Gould beschrieb Knights Beitrag zum wissenschaftlichen Verständnis in seinem 1989 erschienenen Buch Wonderful Life:

„Seit der Herr selbst Hesekiel im Tal der trockenen Gebeine seine Sachen gezeigt hat, hat niemand mehr eine solche Anmut und Geschicklichkeit bei der Rekonstruktion von Tieren aus exartikulierten Skeletten gezeigt. Charles R. Knight, der berühmteste Künstler auf dem Gebiet der Wiederbelebung von Fossilien, hat alle kanonischen Dinosaurierfiguren gemalt, die bis heute unsere Furcht und Fantasie beflügeln.“

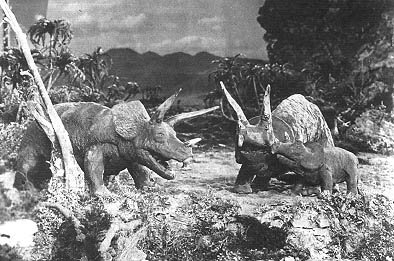
Szenenbild mit einer Triceratops-Herde aus dem Film Die verlorene Welt von Harry O. Hoyt

Eines von Knights berühmtesten Werken war sein Leaping Laelaps, das er 1897 für das American Museum of Natural History anfertigte. Dieses Gemälde war eines der wenigen Paläokunstwerke, die vor 1960 entstanden und Dinosaurier als aktive, sich schnell bewegende Kreaturen darstellten, und nahm damit die nächste Ära paläontologischer Kunstwerke vorweg, die von der Dinosaurier-Renaissance geprägt war. Knights Illustrationen hatten auch einen großen und lang anhaltenden Einfluss auf die Darstellung prähistorischer Tiere in der Populärkultur. Die frühesten Darstellungen von Dinosauriern in Filmen, wie der King-Kong-Film von 1933 und die Produktion von The Lost World von 1925, die auf dem gleichnamigen Roman von Arthur Conan Doyle basierte, stützten sich stark auf Knights Dinosaurier-Gemälde, um geeignete und für die damalige Zeit realistische Dinosaurier-Modelle herzustellen. Der Special-Effects-Künstler Ray Harryhausen verwendete die Knight-Illustrationen bis in die 1960er Jahre hinein als Grundlage für seine Filmdinosaurier, u. a. für Filme wie Eine Million Jahre vor unserer Zeit (1966) und Gwangis Rache (1969).
Rudolph Zallinger und Zdeněk Burian beeinflussten beide den Stand der Dinosaurierkunst, während die Karriere von Knight zu Ende ging. Zallinger, ein in Russland geborener US-amerikanischer Maler, begann seine Arbeit für das Peabody Museum of Natural History mit der Illustration von Meeresalgen etwa zu der Zeit, als die Vereinigten Staaten in den Zweiten Weltkrieg eintraten. 1942 begann er mit seinem berühmtesten Werk der Paläokunst, einem fünfjährigen Wandbildprojekt für das Yale Peabody Museum. Dieses Wandgemälde mit dem Titel The Age of Reptiles wurde 1947 fertiggestellt und repräsentierte den modernen Konsens der Dinosaurierbiologie zu dieser Zeit. Später vollendete er ein zweites großes Wandgemälde für das Peabody Museum, The Age of Mammals, das aus einem 1953 in der Zeitschrift Life veröffentlichten Gemälde hervorging.

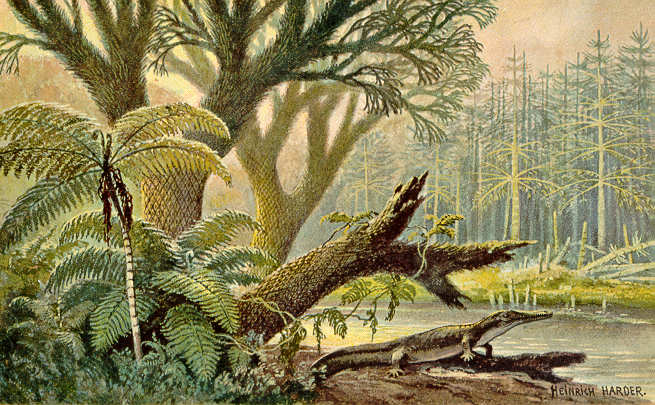
Archegosaurus von Heinrich Harder

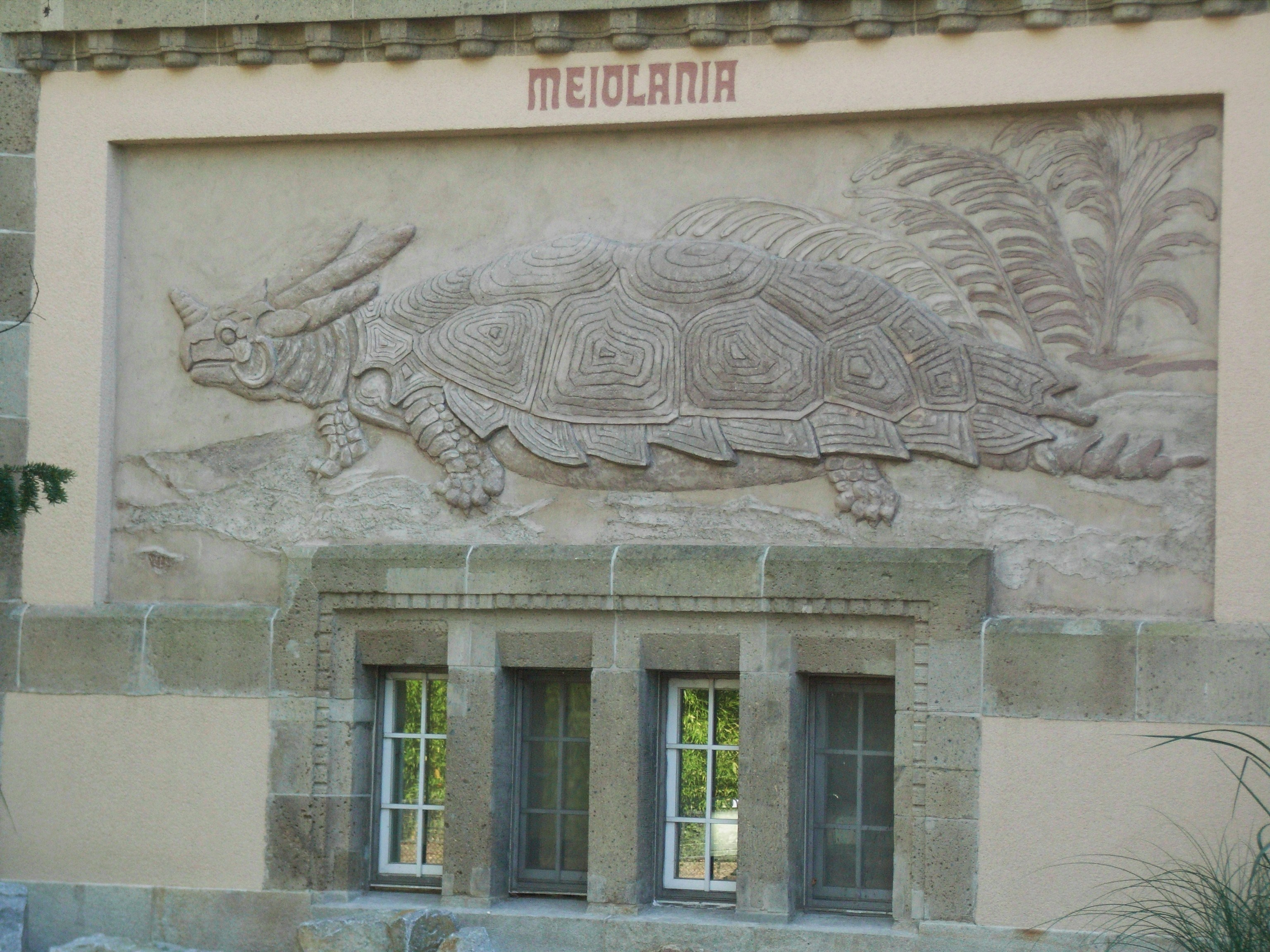
Meiolania-Relief von Heinrich Harder am Aquarium Berlin

Zdeněk Burian, der von seiner tschechoslowakischen Heimat aus arbeitete, folgte der Schule von Knight und Zallinger und betrat die moderne, biologisch informierte Paläokunstszene durch seine umfangreiche Serie von Illustrationen prähistorischen Lebens. Er begann in den frühen 1930er Jahren mit Darstellungen in fiktionaler Literatur, die in verschiedenen prähistorischen Zeiten des Amateurarchäologen Eduard Štorch angesiedelt ist. Durch diese Illustrationen wurde der Paläontologe Josef Augusta auf ihn aufmerksam, mit dem Burian von 1935 bis zu Augustas Tod im Jahr 1968 zusammenarbeitete. Einige Autoren bemerkten, dass seine Paläokunst düsterer und unheimlicher wirkt als die seiner Zeitgenossen, und spekulierten, dass dieser Stil durch Burians Erfahrungen bei der Herstellung von Kunstwerken in seiner Heimat Tschechoslowakei während des Zweiten Weltkriegs und danach unter sowjetischer Kontrolle geprägt wurde. Seine Darstellungen von Leiden, Tod und der harten Realität des Überlebens, die als Themen in seiner Paläokunst auftauchten, waren zu dieser Zeit einzigartig. Originale von Burians Gemälden sind im Zoo Dvůr Králové, im Nationalmuseum (Prag) und im Anthropos Pavilion in Brünn ausgestellt. 2017 wurde der erste gültige tschechische Dinosaurier zu Ehren von Burian und Josef Augusta Burianosaurusaugustai genannt. Während Charles Knight, Rudolph Zallinger und Zdeněk Burian die Landschaft der „klassischen“ wissenschaftlichen Paläokunst in der ersten Hälfte des 20. Jahrhunderts dominierten, waren sie bei weitem nicht die einzigen Paläokünstler, die in dieser Zeit tätig waren. Der deutsche Landschaftsmaler Heinrich Harder illustrierte in den Jahren 1906 und 1908 für die Wochenzeitschrift Die Gartenlaube naturkundliche Artikel, darunter eine Reihe von Beiträgen des Wissenschaftsautors Wilhelm Bölsche zur Erdgeschichte. Zudem illustrierte er gemeinsam mit Bölsche 60 Dinosaurier- und andere prähistorische Tier-Sammelkarten für die Firma des Hamburger Kakao- und Schokoladen-Herstellers Theodor Reichardt mit dem Titel Tiere der Urwelt an. Einer von Harders Zeitgenossen, der dänische Paläontologe Gerhard Heilmann, schuf eine große Anzahl von Skizzen und Tuschezeichnungen zum Archaeopteryx und zur Evolution der Vögel, die ihren Höhepunkt in seiner reich illustrierten, jedoch umstrittenen Abhandlung The Origin of Birds fanden, die 1926 veröffentlicht wurde. Weitere prominente Künstler aus Deutschland, die sich auch dem urzeitlichen Leben widmeten, waren F. John, Heinrich Kull, Hugo Wolff-Maage, Oscar Fraas und Wilhelm Kuhnert.

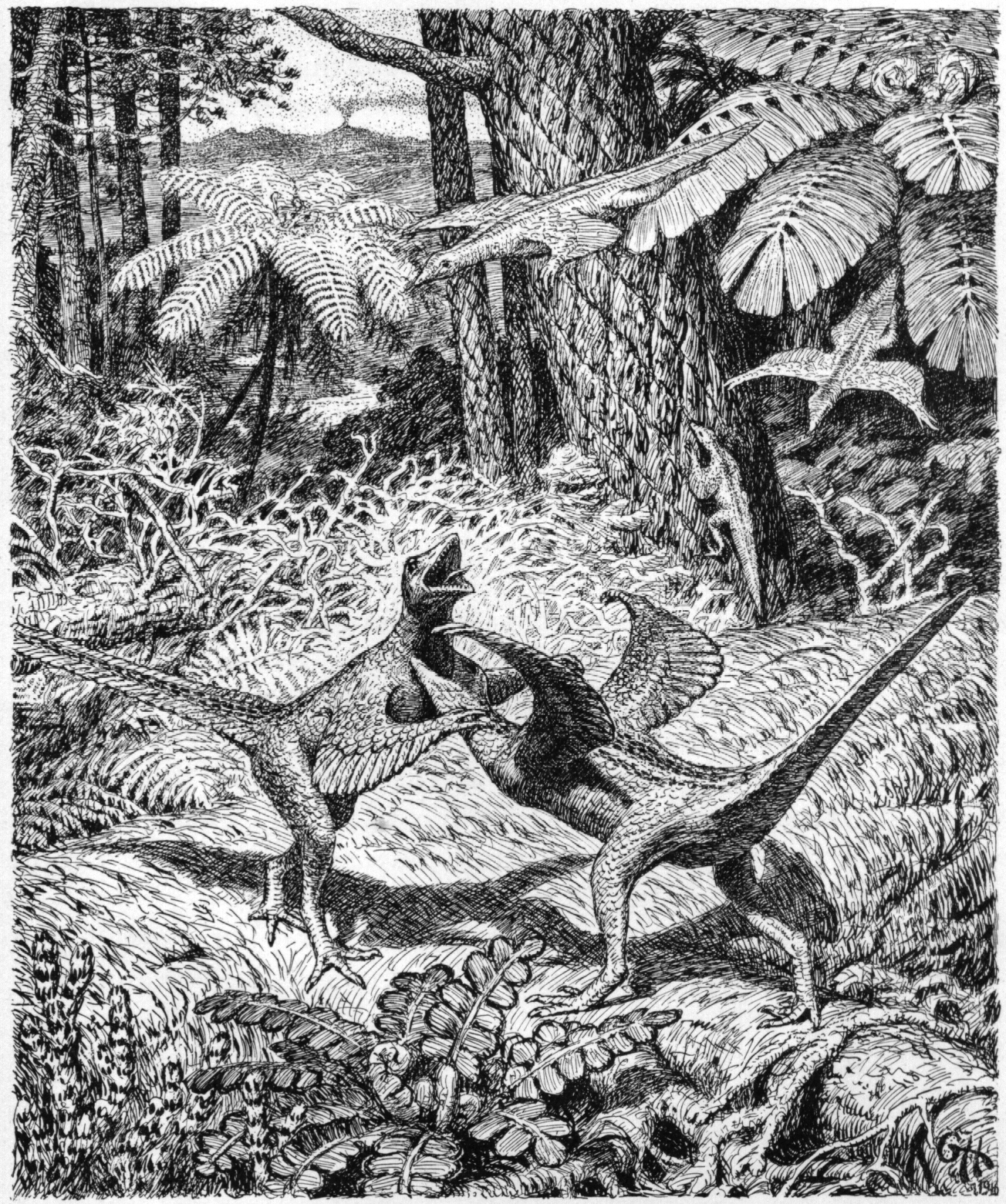
Gerhard Heilmanns hypothetischer Vogelvorfahre Proavis (1916)

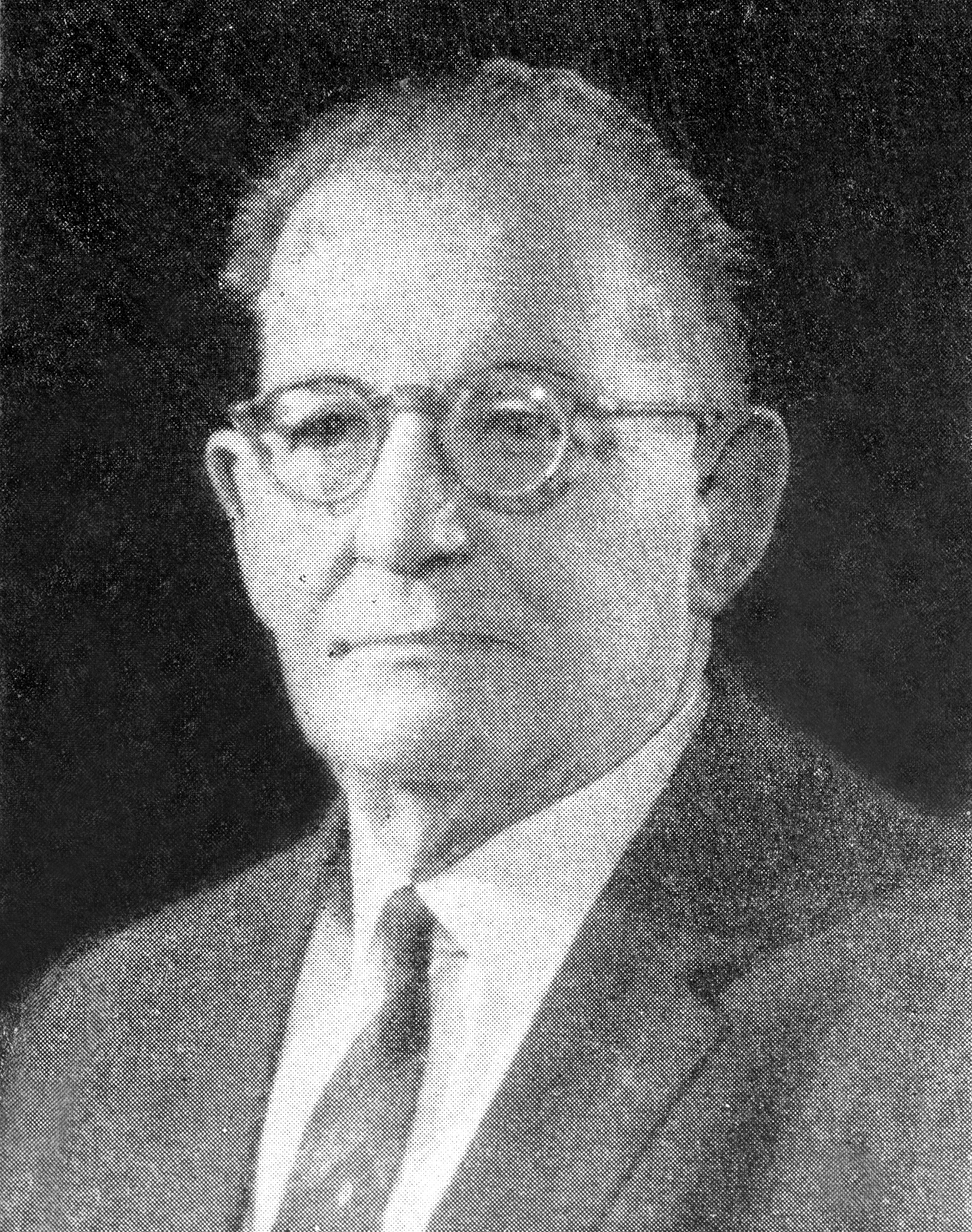
Gemeinsam mit dem Künstler Paul Magne de la Croix veröffentlichte Carlos Rusconi (Bild) im Jahr 1933 eines der ersten populärwissenschaftlichen Werke zur Paläokunst in Argentinien

Zu Beginn der 1930er Jahre begann auch in Südamerika die Popularisierung der Paläokunst. 1933 veröffentlichte der argentinische Paläontologe Carlos Rusconi den Artikel La Vida Animal en el Terciario Superior de Buenos Aires in der Zeitschrift Monitor de la Educación Común, in dem er in didaktischer Form die große Vielfalt der prähistorischen Fauna Argentiniens in einem Massenmedium für Lehrer und Schüler vorstellte. Der aus Frankreich stammende Paläokünstler Paul Magne de la Croix fertigte dafür 30 lebensechte Rekonstruktionen der ausgestorbenen Tiere von Buenos Aires an. Dieses Werk bildete 1967 die Grundlage für das Buch Animales Extinguidos de Mendoza y de la Argentina, das zu einem Standardwerk in der Geschichte der argentinischen Wirbeltier-Paläontologie und Paläokunst wurde.
In den 1950er und 1960er erstellte Neave Parker im Auftrag des Natural History Museum Dinosaurier-Illustrationen.

### Die Dinosaurier-Renaissance (1970–2010)
Diese klassische Darstellung der Dinosaurier blieb bis in die 1960er Jahre der Status quo, als eine kleine wissenschaftliche Revolution begann, die Wahrnehmung der Dinosaurier als schwanztragende, träge Tiere in aktive, wache Kreaturen zu verwandeln. Diese Umwälzung fand nach der Entdeckung des Deinonychus durch den Paläontologen John Ostrom im Jahr 1964 statt. Seine Beschreibung dieses fast vollständigen vogelähnlichen Dinosauriers, die 1969 veröffentlicht wurde, zweifelte die Vermutung an, dass Dinosaurier kaltblütige, sich langsam bewegende Reptilien waren, und stellte stattdessen fest, dass viele dieser Tiere vermutlich Ähnlichkeiten mit Vögeln aufweisen, nicht nur in Bezug auf ihre evolutionäre Geschichte und Kategorisierung, sondern auch in Bezug auf ihr Aussehen und Verhalten. Dieser Gedanke war schon früher geäußert worden, vor allem von dem englischen Biologen Thomas Henry Huxley im 19. Jahrhundert, der eine Verbindung zwischen Dinosauriern, modernen Vögeln und dem damals neu entdeckten Archaeopteryx sah. Mit der Entdeckung und Beschreibung von Deinonychus hatte Ostrom jedoch den bisher überzeugendsten Nachweis für die enge Verbindung zwischen Vögeln und Dinosauriern erbracht. Die künstlerischen Rekonstruktionen von Deinonychus durch seinen Schüler Robert Bakker sind bis heute ein Symbol für das, was als Dinosaurier-Renaissance bekannt wurde.
Der Einfluss, den Bakker in dieser Zeit auf junge Paläokünstler wie Gregory S. Paul sowie auf das öffentliche Bewusstsein ausübte, führte zu einem Paradigmenwechsel in der Wahrnehmung der Dinosaurier durch Künstler, Wissenschaftler und Laien gleichermaßen. Die Wissenschaft und das öffentliche Verständnis der Dinosaurierbiologie wurden durch Bakkers innovative und oft kontroverse Ideen und Darstellungen aufgeladen, einschließlich der Idee, dass Dinosaurier in Wirklichkeit warmblütige Tiere wie Säugetiere und Vögel waren. Bakkers Zeichnungen von Deinonychus und anderen Dinosauriern zeigten die Tiere springend, rennend und angreifend, und sein neuartiges künstlerisches Werk wurde von seinen Schriften über Paläobiologie begleitet, wobei sein einflussreiches und bekanntes Buch The Dinosaur Heresies, das 1986 veröffentlicht wurde, heute als Klassiker gilt. Gregory Paul, der ursprünglich in den 1970er Jahren als Schüler von Bakker arbeitete, wurde in den 1980er Jahren zu einem der führenden Illustratoren prähistorischer Reptilien und von einigen Autoren als der Paläokünstler bezeichnet, der „die moderne Paläokunst vielleicht mehr als jeder andere definiert“. Paul ist bekannt für seine „rigorose“ Herangehensweise an paläokünstlerische Rekonstruktionen, einschließlich seiner Rekonstruktionen des Skeletts in mehreren Ansichten, evidenzbasierten Studien der Muskulatur und des Weichteilgewebes und seiner Aufmerksamkeit für die Biomechanik, um realistische Posen und Gänge seiner künstlerischen Objekte zu gewährleisten. Die künstlerische Innovation, die Paul in den Bereich der Paläokunst einbrachte, bestand darin, dass er dem Detail den Vorrang vor der Atmosphäre gab, was dazu führte, dass seine Arbeiten als „flach“ oder ohne Tiefe kritisiert wurden, aber auch darin, dass er den Dinosaurierdarstellungen eine größere Vielfalt an naturalistischen Farben und Mustern verlieh, während die meisten Dinosaurierfarben in den Kunstwerken zuvor ziemlich eintönig und gleichförmig waren.
Ostrom, Bakker und Paul veränderten in den 1970er, 1980er und 1990er Jahren die Darstellung prähistorischer Tiere in der Wissenschaft und der Populärkultur gleichermaßen. Ihr Einfluss wirkte sich auf die Präsentation von Museumsausstellungen in der ganzen Welt aus und fand schließlich seinen Weg in die Populärkultur, wobei der Höhepunkt dieser Periode vielleicht am besten durch Michael Crichtons Roman von 1990 und Steven Spielbergs Film Jurassic Park von 1993 gekennzeichnet ist, wobei Bakker diesen Projekten als wissenschaftlicher Berater zur Seite stand. Vor allem Paul trug dazu bei, die Bühne für die nächste Welle der Paläokunst zu bereiten, und von den 1970er Jahren bis zum Ende des 20. Jahrhunderts arbeiteten Paläokünstler, die den „rigorosen“ Ansatz verfolgten, wie Douglas Henderson, Mark Hallett, Michael Skrepnick, William Stout, Ely Kish, Luis Rey, John Gurche, Bob Walters und andere, einschließlich einer wachsenden Zahl von Skulpturen, die von Künstlern wie Brian Cooley, Stephen Czerkas und Dave Thomas angeführt wurden. Viele dieser Künstler entwickelten einzigartige und lukrative stilistische Nischen, ohne ihren strengen Ansatz zu opfern, wie Douglas Hendersons detaillierte und stimmungsvolle Landschaften und Luis Reys farbenfrohe, „extreme“ Darstellungen. Die Renaissance-Bewegung revolutionierte die Paläokunst derart, dass sogar die letzten Werke von Burian, einem Meister des „klassischen“ Zeitalters, von der neumodischen Vorliebe für aktive, dynamische, aufregende Darstellungen von Dinosauriern beeinflusst sein sollen.
Diese Bewegung verlief parallel zu den großen wissenschaftlichen Fortschritten in der Wirbeltierpaläontologie, die sich in dieser Zeit vollzogen. Die Präzision der Anatomie und der künstlerischen Rekonstruktion wurde durch ein immer detaillierteres und ausgefeilteres Verständnis dieser ausgestorbenen Tiere durch neue Entdeckungen und Interpretationen unterstützt, die die Paläokunst in ein objektiveres Gebiet in Bezug auf die Genauigkeit drängten. In den späten 1990er und frühen 2000er Jahren wurde die Revolution der gefiederten Dinosaurier ausgelöst, die in der nordchinesischen Provinz Liaoning entdeckt wurden. Jedoch zeichnete die Künstlerin Sarah Landry bereits 1975 den ersten gefiederten Dinosaurier für Bakkers Artikel Dinosaur Renaissance in der Fachzeitschrift Scientific American. Eine der ersten großen Ausstellungen von Dinosaurierkunst wurde 1986 von Sylvia Czerkas kuratiert, zu der der Begleitband Dinosaurs: Past and Present veröffentlicht wurde.

### Moderne (und postmoderne) Paläokunst (2010–heute)

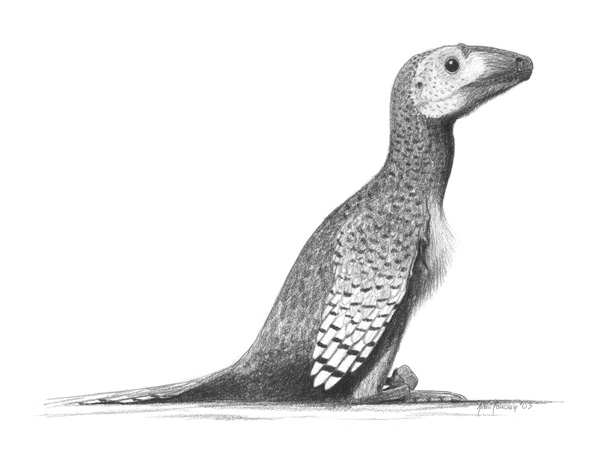
Vogelähnliche Illustration des gefiederten Dinosauriers Deinonychus von John Conway, 2006

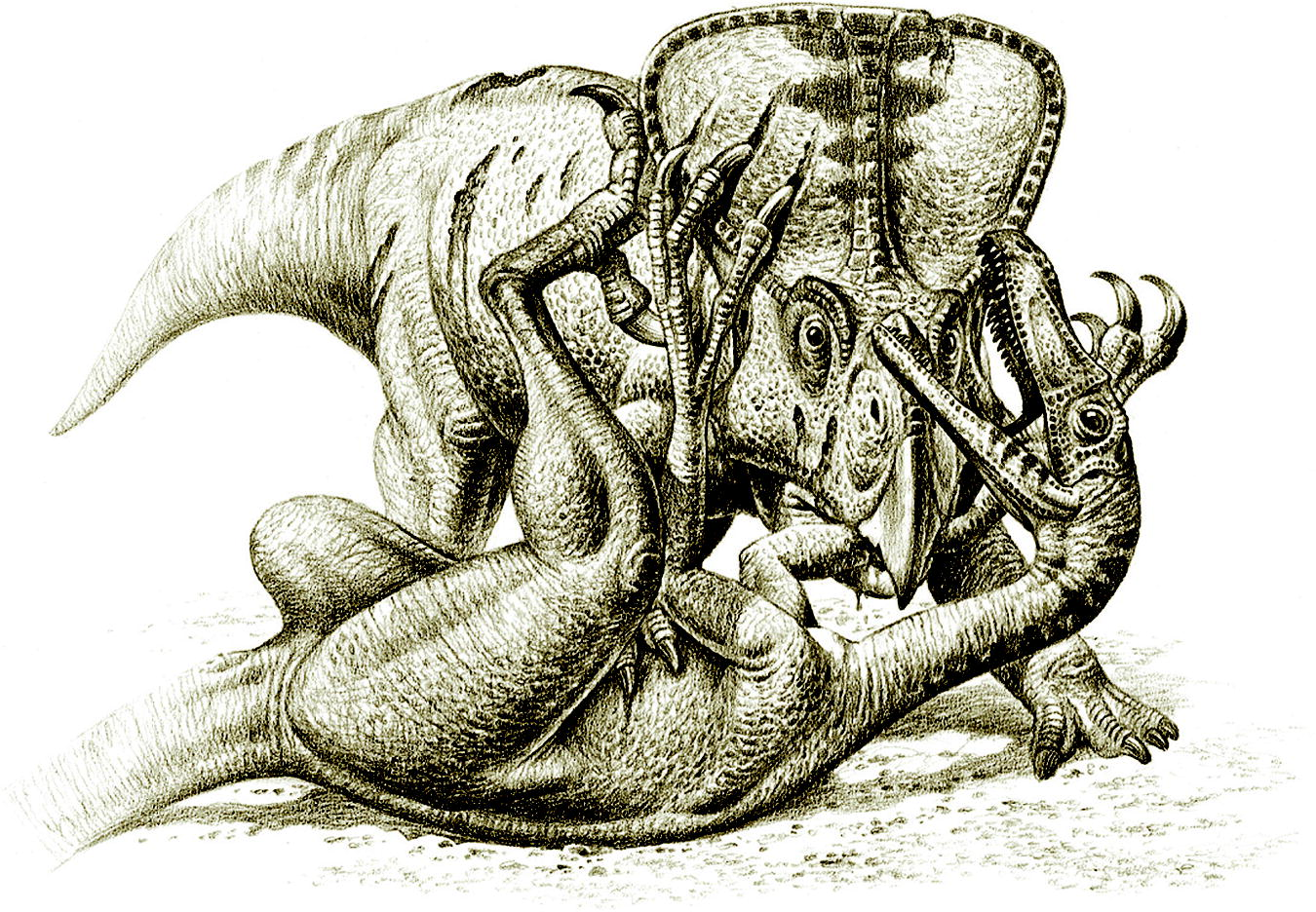
Velociraptor und Protoceratops im tödlichen Kampf, von Raúl Martín 2003

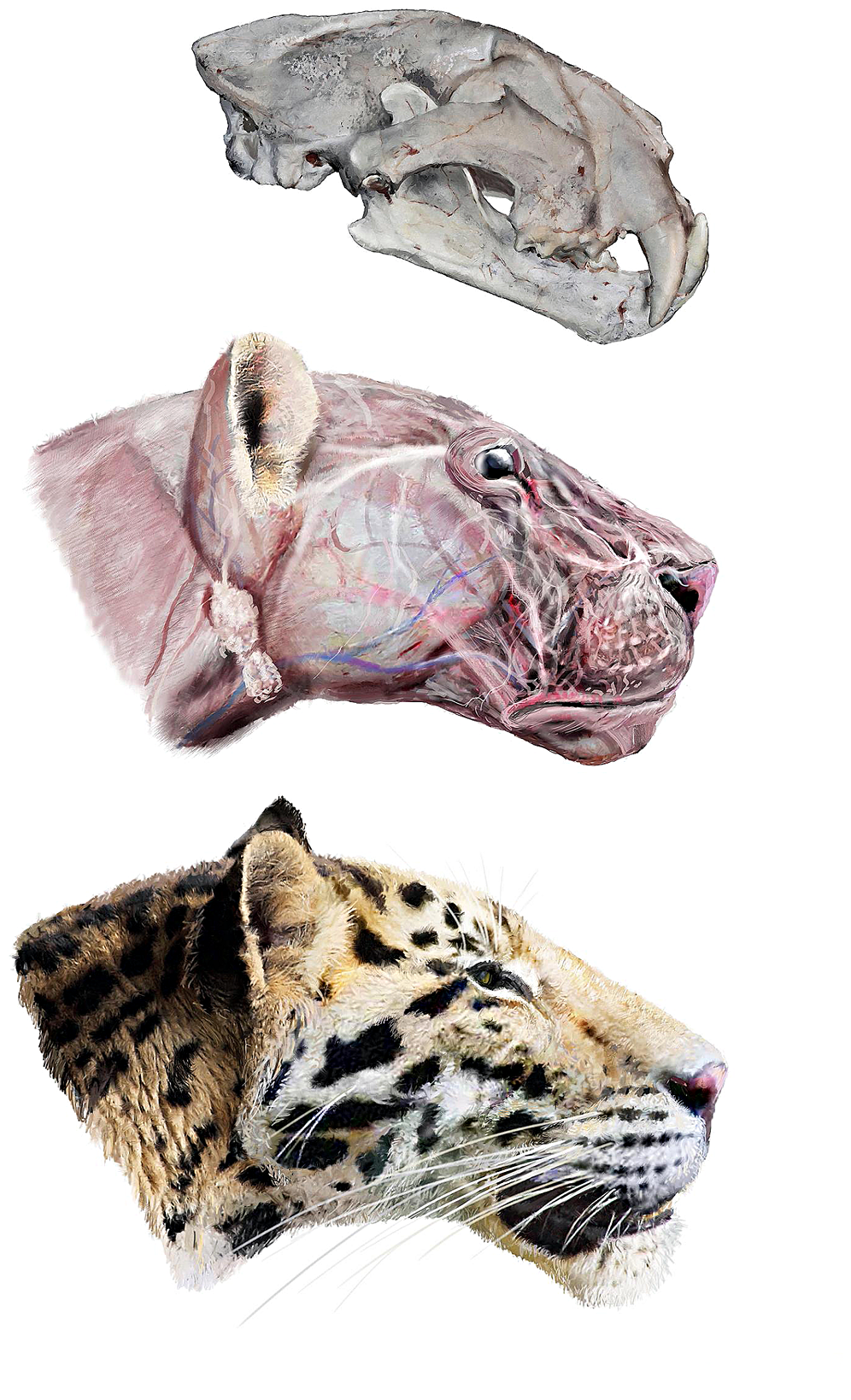
Rekonstruktion von Panthera zdanskyi, illustriert von Velizar Simeonovski für das Journal PLoS ONE im Jahr 2011

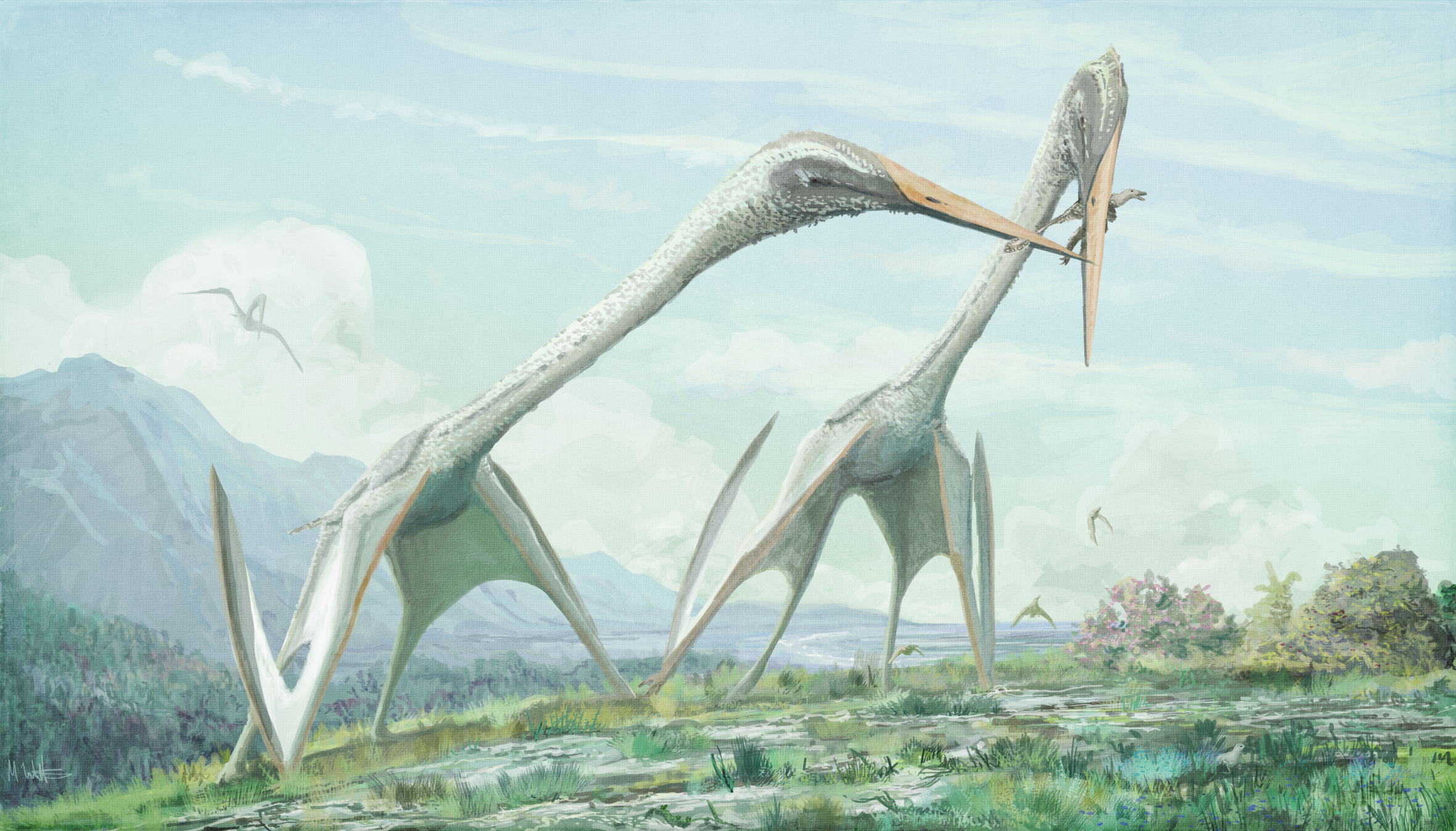
Paar des Flugsauriers Arambourgiania von Mark P. Witton, 2017

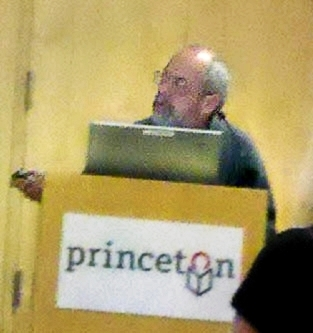
Gregory S. Paul ist einer der bekanntesten zeitgenössischen Paläokünstler

Obwohl sich verschiedene Autoren über die Ereignisse einig sind, die den Beginn der Dinosaurier-Renaissance auslösten, verlief der Übergang zum modernen Zeitalter der Paläokunst eher schrittweise, wobei es unterschiedliche Auffassungen darüber gibt, was die Abgrenzung kennzeichnet. Gregory S. Pauls detailgetreue Skelettrekonstruktionen von Archosauriern bildeten die Grundlage für den Beginn des modernen Zeitalters der Paläokunst, das vielleicht am besten dadurch definiert ist, dass es dem strengen, anatomisch bewussten Ansatz, der durch die Dinosaurier-Renaissance populär wurde, spekulatives Flair hinzufügt. Bedeutende Fortschritte in der Paläontologie, wie z. B. neue Entdeckungen von gefiederten Dinosauriern und die verschiedenen Pigmentierungsstudien von Dinosaurier-Integumenten, die um 2010 begannen, sind nach der Jahrtausendwende repräsentativ für die Paläokunst geworden. Witton (2018) beschreibt die moderne Bewegung mit dem Aufkommen der digitalen Kunst sowie der Etablierung einer Internet-Community, die es Paläokünstlern und Enthusiasten ermöglicht, sich zu vernetzen, digitalisierte und frei zugängliche wissenschaftliche Ressourcen zu teilen und eine globale Gemeinschaft aufzubauen, die bis zum ersten Jahrzehnt des 21. Jahrhunderts beispiellos war. Die Kontinuität der Arbeit, die von den Themen und Fortschritten, die in der Dinosaurier-Renaissance begannen und bis zur Produktion moderner Paläokunst reicht, wird in mehreren Büchern dargestellt, die nach 2010 veröffentlicht wurden, wie z. B. Steve Whites Dinosaur Art: The World’s Greatest Paleoart (2012) und dessen Folgeband Dinosaur Art II: The Cutting Edge of Paleoart (2017). Obwohl dieser Übergang allmählich erfolgte, wurde diese Periode als ein markantes kulturelles Phänomen beschrieben, das weitgehend als Folge der zunehmenden Vernetzung und des Zugangs zur Paläokunst durch das digitale Zeitalter zustande kam. Die Sättigung der Paläokunst mit etablierten und überstrapazierten Heuristiken, von denen viele von Paläokünstlern in der Hochphase der vorangegangenen Revolution entwickelt worden waren, führte zu einer verstärkten Wahrnehmung und Kritik an der sich wiederholenden und einfallslosen Verwendung von Ideen, denen es im ersten Jahrzehnt des 21. Jahrhunderts an Innovation mangelte. Diese Erkenntnis führte zu einer Bewegung, die von der Idee geprägt war, dass prähistorische Tiere in Kunstwerken mit einer größeren Bandbreite an Verhaltensweisen, Lebensräumen, Stilen, Kompositionen und Interpretationen des Erscheinungsbildes präsentiert werden könnten, als dies in der Paläokunst bis zu diesem Zeitpunkt vorstellbar war, ohne jedoch die Grundsätze anatomischer und wissenschaftlicher Strenge zu verletzen, die durch die vorangegangene Paläokunst-Revolution etabliert worden waren. Darüber hinaus zeigte sich, dass die traditionellen Heuristiken, die in der Paläokunst bis zu diesem Zeitpunkt verwendet worden waren, zu Illustrationen moderner Tiere führten, die diese nicht akkurat darstellten.
2012 veröffentlichten die Paläokünstler John Conway und Nemo Ramjet (auch bekannt als C. M. Kösemen) zusammen mit dem Paläontologen Darren Naish das Buch All Yesterdays: Unique and Speculative Views of Dinosaurs and Other Prehistoric Animals. In diesem Werk und dem damit verbundenen kleinen Paradigmenwechsel, der gemeinhin als „All-Yesterdays-Bewegung“ bezeichnet wird, wird argumentiert, dass es besser sei, „wissenschaftlich rigorose begründete Vermutungen heranzuziehen“, um eine größere Bandbreite an spekulativen, aber plausiblen Rekonstruktionen prähistorischer Tiere zu erstellen. Conway und Kollegen erörterten, dass die Palette der in der Paläokunst dargestellten Erscheinungsbilder und Verhaltensweisen aufgrund der begrenzten Datenlage nur einen sehr engen Bereich des Plausiblen abbilden könne und dass die künstlerischen Ansätze für diese Darstellungen „zu sehr in der Tradition verhaftet waren“. In diesem Zusammenhang wird in All Yesterdays beispielsweise der kleine, vierflügelige Dromaeosaurier Microraptor untersucht. Dieser 2003 beschriebene Dinosaurier wurde von zahllosen Paläokünstlern als „seltsamer, drachenähnlicher, gefiederter Gleiter mit Reptiliengesicht“ dargestellt. Conways Illustration des Microraptor in All Yesterdays versucht, das Tier „von Grund auf“ zu rekonstruieren, ohne den Einfluss dieser populären Rekonstruktionen, und stellt es stattdessen als naturalistisches, vogelähnliches Tier dar, das in seinem Nest hockt.
Trotz der Bedeutung der „All-Yesterdays-Bewegung“ im Nachhinein argumentiert das Buch selbst, dass die moderne Konzeptualisierung der Paläokunst auf anatomisch strengen Rekonstruktionen beruhte, die neben und nach Paul entstanden, einschließlich jener, die mit diesen Prinzipien außerhalb der Archosauria experimentierten. So wurden beispielsweise Künstler wie Jay Matternes und Alfons und Adrie Kennis, die Pionierarbeit bei der anatomisch strengen Rekonstruktion fossiler Menschen leisteten, sowie der Paläokünstler Mauricio Antón, der fossile Säugetiere darstellt, von Conway und Kollegen als bahnbrechende Einflüsse auf die neue Kultur der Paläokunst gewürdigt. Zu den anderen modernen Paläokünstlern der „anatomisch strengen“ und „All-Yesterdays-Bewegung“ gehören Jason Brougham, Mark Hallett, Scott Hartman, Bob Nicholls, Julius T. Csotonyi, Emily Willoughby und Mark P. Witton. Andere Autoren schreiben übereinstimmend, dass die Paläokunst zu Beginn des 21. Jahrhunderts in „ihre experimentelle Phase eingetreten ist“.
In einer Studie aus dem Jahr 2013 wurde festgestellt, dass ältere Paläokunst in der Populärkultur auch dann noch Einfluss hatte, als sie durch neue Entdeckungen längst überholt war. Dies wurde mit kultureller Trägheit erklärt. In einem Artikel aus dem Jahr 2014 umrissen Mark P. Witton, Darren Naish und John Conway die historische Bedeutung der Paläokunst und kritisierten den übermäßigen Rückgriff auf Klischees und die „Kultur des Kopierens“, die sie zu dieser Zeit in diesem Bereich als problematisch ansahen.
Im 21. Jahrhundert machten sich Paläokünstler wie Velizar Simeonovski und Peter Schouten mit Buchillustrationen ausgestorbener Tiere, insbesondere Säugetiere, Vögel und Reptilien, einen Namen. Dazu zählen die Werke Feathered Dinosaurs: The Origin of Birds (2009) von John A. Long, Extinct Madagascar: Picturing the Island’s Past (2014) von Steven M. Goodman und William L. Jungers, Horned Armadillos and Rafting Monkeys: The Fascinating Fossil Mammals of South America (2016) von Darin A. Croft, End of the Megafauna – The Fate of the World’s Hugest, Fiercest, and Strangest Animals von Ross D. E. MacPhee sowie Prehistoric Australasia (2023) von Michael Archer, John A. Long, Suzanne J. Hand und Trevor H. Worthy. In Frankreich ist unter anderen der Paläokünstler Alain Bénéteau für seine wissenschaftlichen Rekonstruktionen von Meeresreptilien bekannt.
Joschua Knüppe gilt als einer der aktuell bekanntesten deutschen Paläokünstler. Er widmet sich unter anderen gefiederten Dinosauriern und erklärt, dass die Dinosaurier keine Federn hatten, wie sie von Vögeln bekannt sind, sondern Filamente, eine Vorform der Federn. 2023 wirkte er in der Terra-X-Folge Die Dino-Jäger mit.
2022 und 2023 wurde auf Apple TV+ die mehrteilige Fernsehdokumentation Ein Planet vor unserer Zeit (Prehistoric Planet) ausgestrahlt, für die ein 1.500-köpfiges Team von Kreativen und Wissenschaftlern, darunter der venezolanisch-US-amerikanische Paläokünstler Gabriel Ugueto sowie der Creature Designer Alessandro Chirico, ihre Fähigkeiten einbrachten.
Zeitgenössische Illustratoren im Bereich der Paläobotanik sind Graham B. Seymour und Marlene Hill Donnelly.

## Wahrnehmung
Seit 1999 vergibt die Society of Vertebrate Paleontology (SVP) den John J. Lanzendorf PaleoArt Prize für Leistungen auf diesem Gebiet. Laut dieser Gesellschaft ist Paläokunst „eines der wichtigsten Mittel zur Vermittlung von Entdeckungen und Daten unter Paläontologen und von entscheidender Bedeutung für die Verbreitung der Wirbeltierpaläontologie über Disziplinen hinweg für ein Laienpublikum“. Die SVP ist auch der Ort der gelegentlichen/jährlichen „PaleoArt Poster Exhibit“, einer Posterausstellung mit Juroren beim Eröffnungsempfang der jährlichen SVP-Treffen.
Paleoart erfreut sich zunehmender Aufmerksamkeit bei weltweit anerkannten Wettbewerben und Ausstellungen. Das Museu da Lourinhã in Portugal organisiert jährlich den Internationalen Dinosaurier-Illustrationswettbewerb zur Förderung der Kunst der Dinosaurier und anderer Fossilien. Im Herbst 2018 zeigte das New Mexico Museum of Natural History and Science in Albuquerque, New Mexico, eine Paläokunstausstellung mit Juroren mit dem Titel „Picturing the Past“, die 87 Werke von 46 Paläokünstlern aus 15 Ländern umfasst und eine der größten und vielfältigsten Sammlungen prähistorischer Tiere, Schauplätze, Themen und Stile zeigt.
Neben Wettbewerben und Kunstausstellungen spielt Paläokunst auf vielfältige Weise weiterhin eine wichtige Rolle für das öffentliche Verständnis der Paläontologie. Im Jahr 2007 veröffentlichte das Children’s Museum of Indianapolis einen Unterrichtsplan zum Thema Paläokunst für Schüler der Klassen 3 bis 5, um Kinder an dieses Genre heranzuführen. Produkte mit paläontologischem Thema gibt es mindestens seit der Mitte des 19. Jahrhunderts, aber die Beliebtheit anatomisch korrekter und auf Paläokunst basierender Waren ist relativ neu, wie zum Beispiel Rebecca Grooms hochpräzise Kuscheltierrekonstruktionen ausgestorbener Tiere. Seit den 2010er Jahren stehen die Paläokunst und ihre öffentliche Wahrnehmung auch ausschließlich im Fokus von Forschungsartikeln, die (z. B.) empirische Methoden verwenden, um ihre Rolle in der Gesellschaft verständlich zu machen oder ihre Entwicklung im Laufe der Zeit anderen Wissenschaftlern zu vermitteln.

## Galerie
Galerie mit historischen und zeitgenössischen Paläokunstdarstellungen:

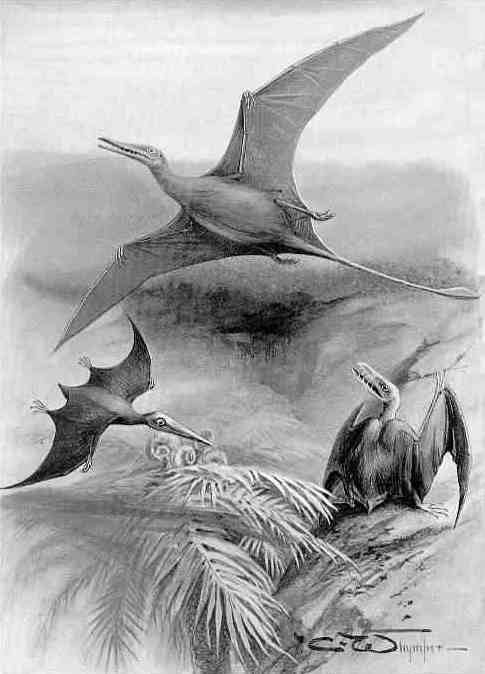
Der britische Tierillustrator Charles Whymper schuf auch Darstellungen urzeitlicher Tiere, wie diese Rhamphorhynchus. Aus: Nebula to Man von Henry R. Knipe, 1905
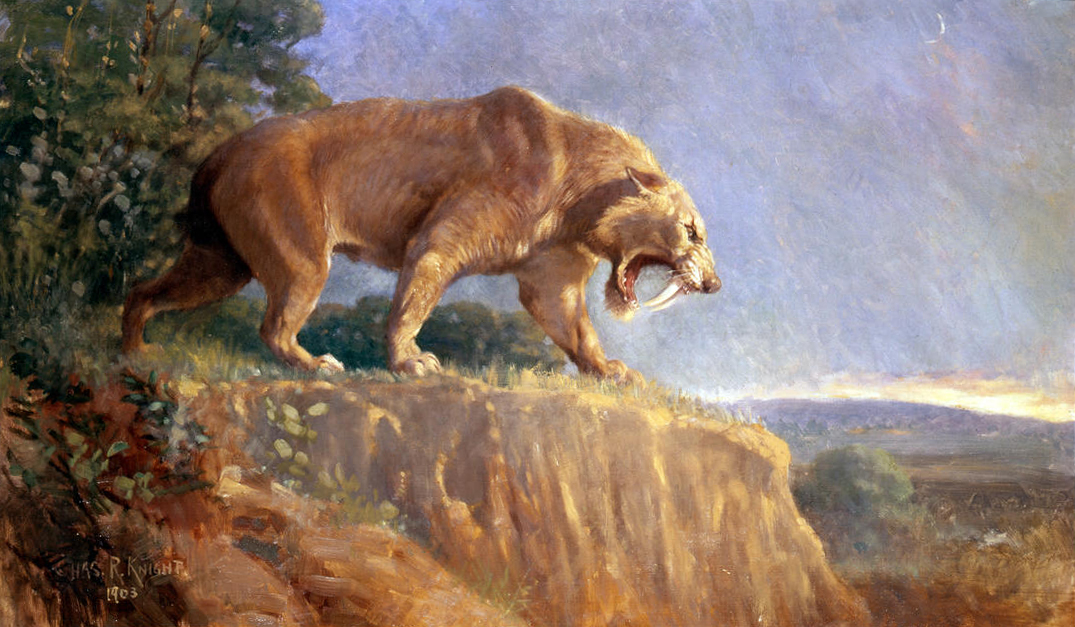
Smilodon von Charles R. Knight (1909). Öl auf Leinwand, ca. 18 × 30 Zoll. American Museum of Natural History
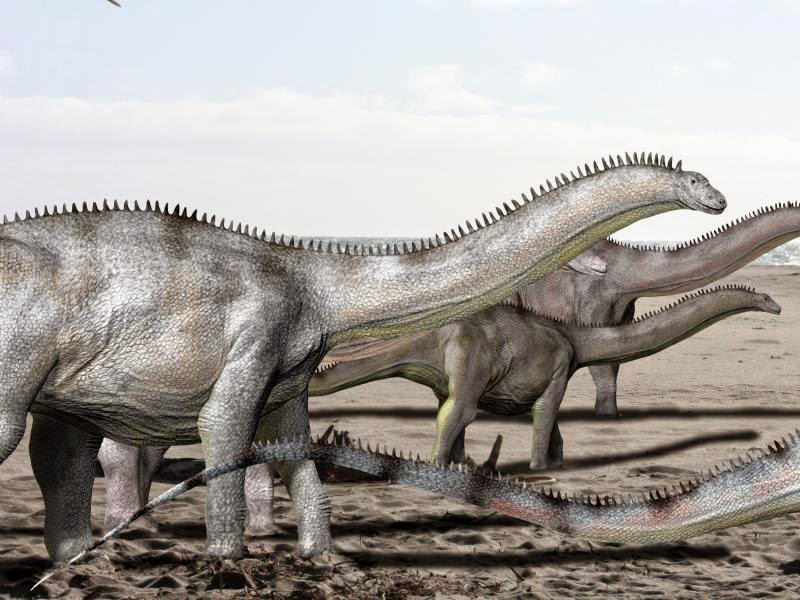
Brontosaurus-Herde von Nobu Tamura. Digitale Kunst, 2016
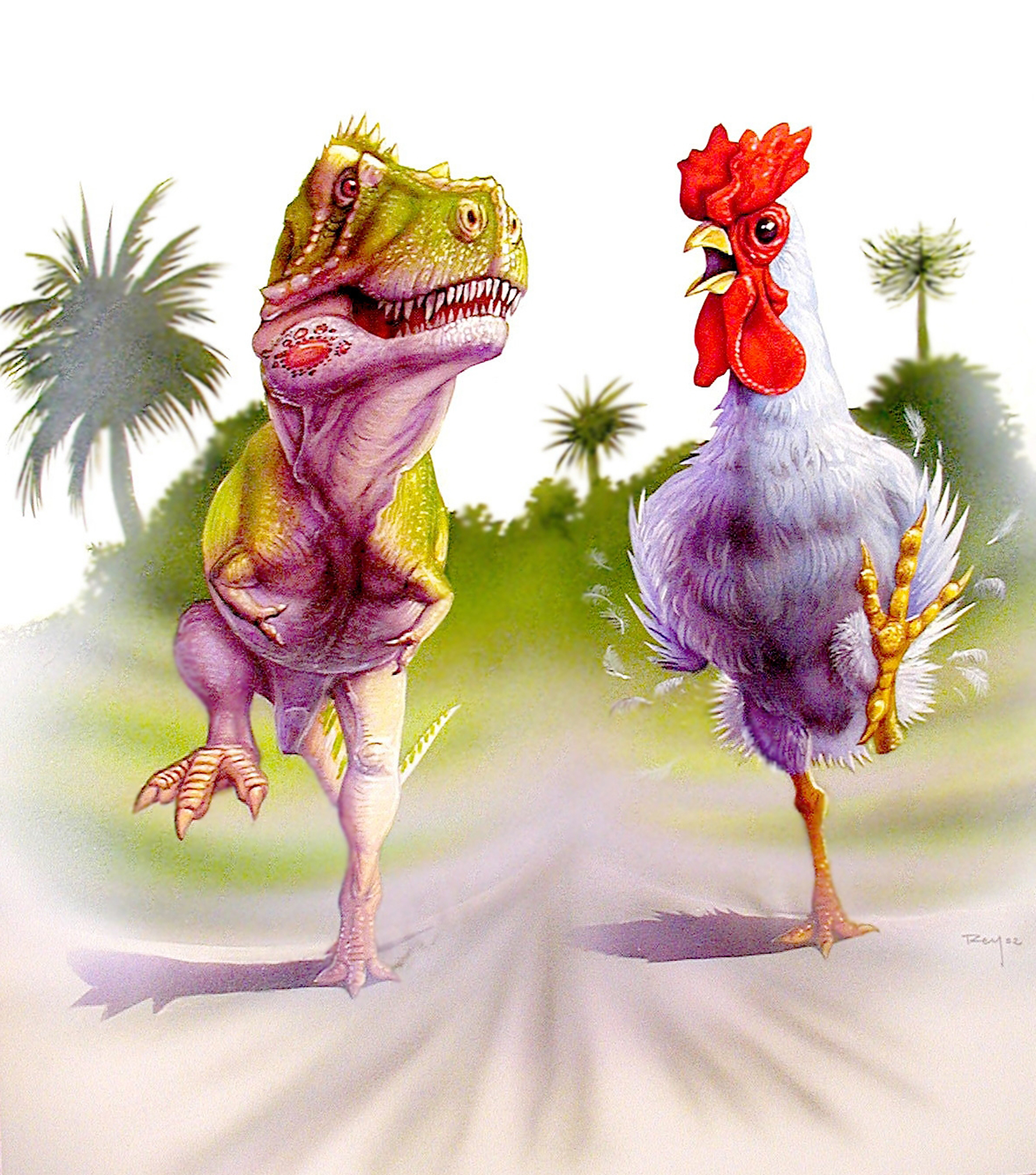
Tyrannosaurus rex und Hahn von Luis Rey. Aus: Michael J. Benton: Studying Function and Behavior in the Fossil Record. In: PLoS Biol 8(3), 2010
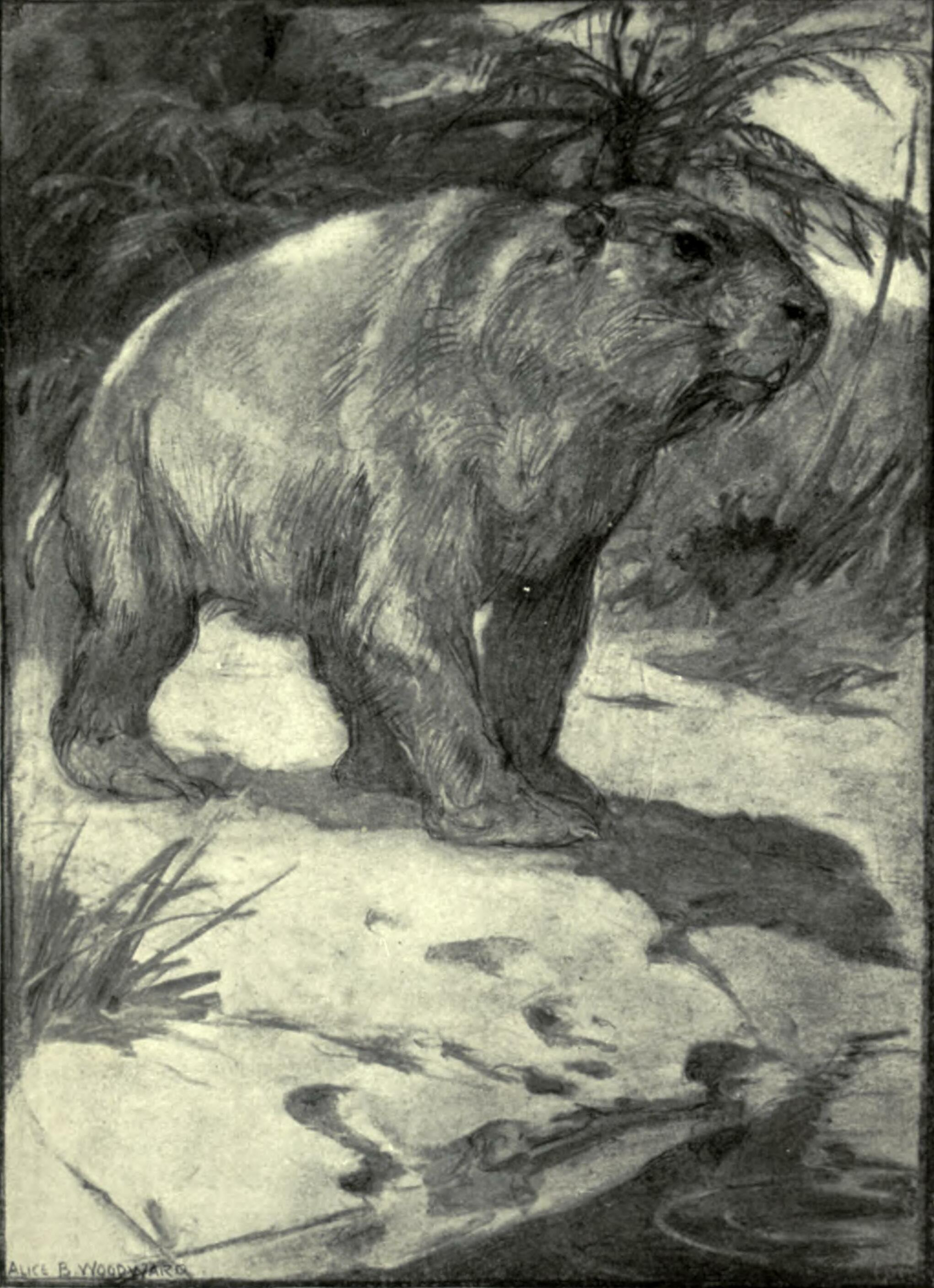
Frühe Darstellung eines Diprotodons von Alice B. Woodward. Aus: Evolution in the Past von Henry R. Knipe, 1912
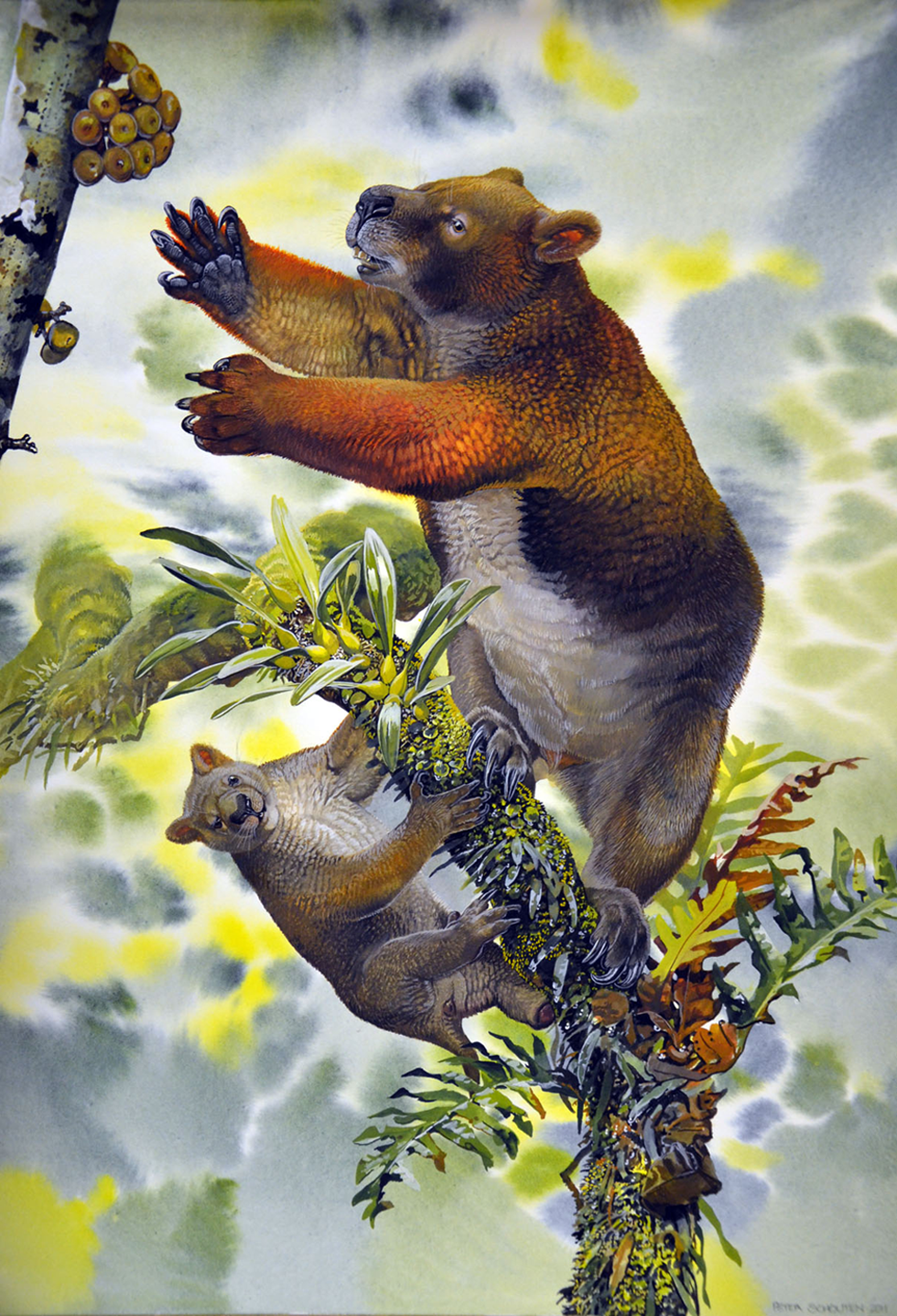
Rekonstruktion von Nimbadon lavarackorum von Peter Schouten. Aus: Karen H. Black, Aaron B. Camens, Michael Archer, Suzanne J. Hand: Herds Overhead: Nimbadon lavarackorum (Diprotodontidae), Heavyweight Marsupial Herbivores in the Miocene Forests of Australia. In: PLoS ONE. Band 7, Nr. 11, 2012.
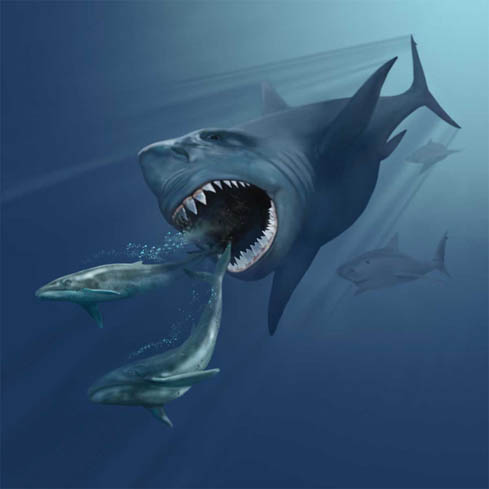
Megalodon bei der Verfolgung von zwei Walen der Gattung Eobalaenoptera von Karen Carr
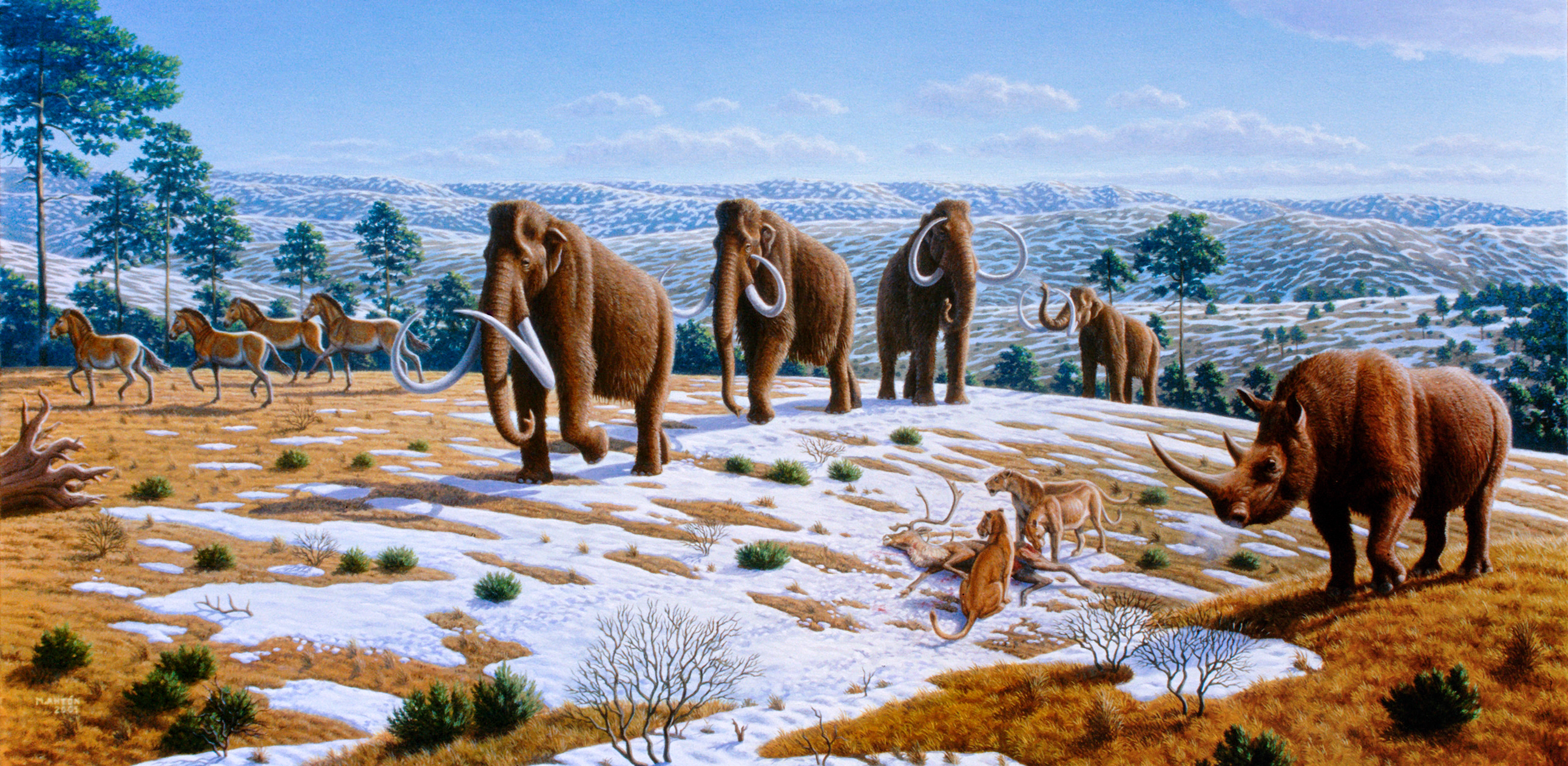
Eiszeit-Fauna im nördlichen Spanien von Mauricio Antón, 2008
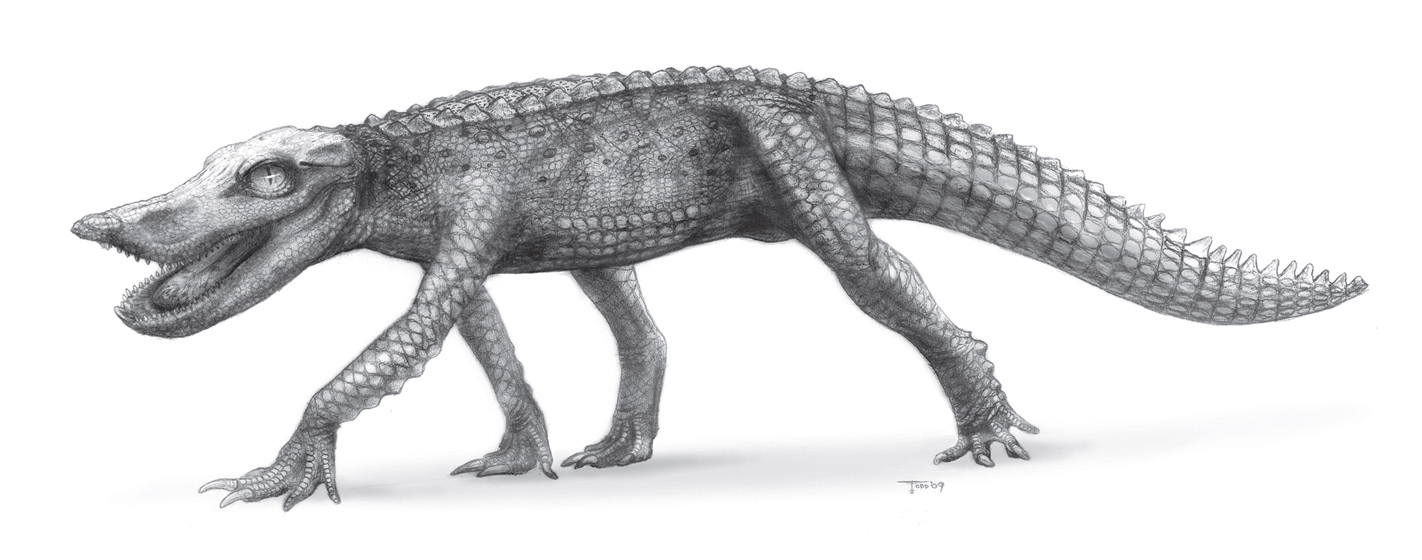
Rekonstruktion eines Anatosuchus von Todd S. Marshall, 2009.
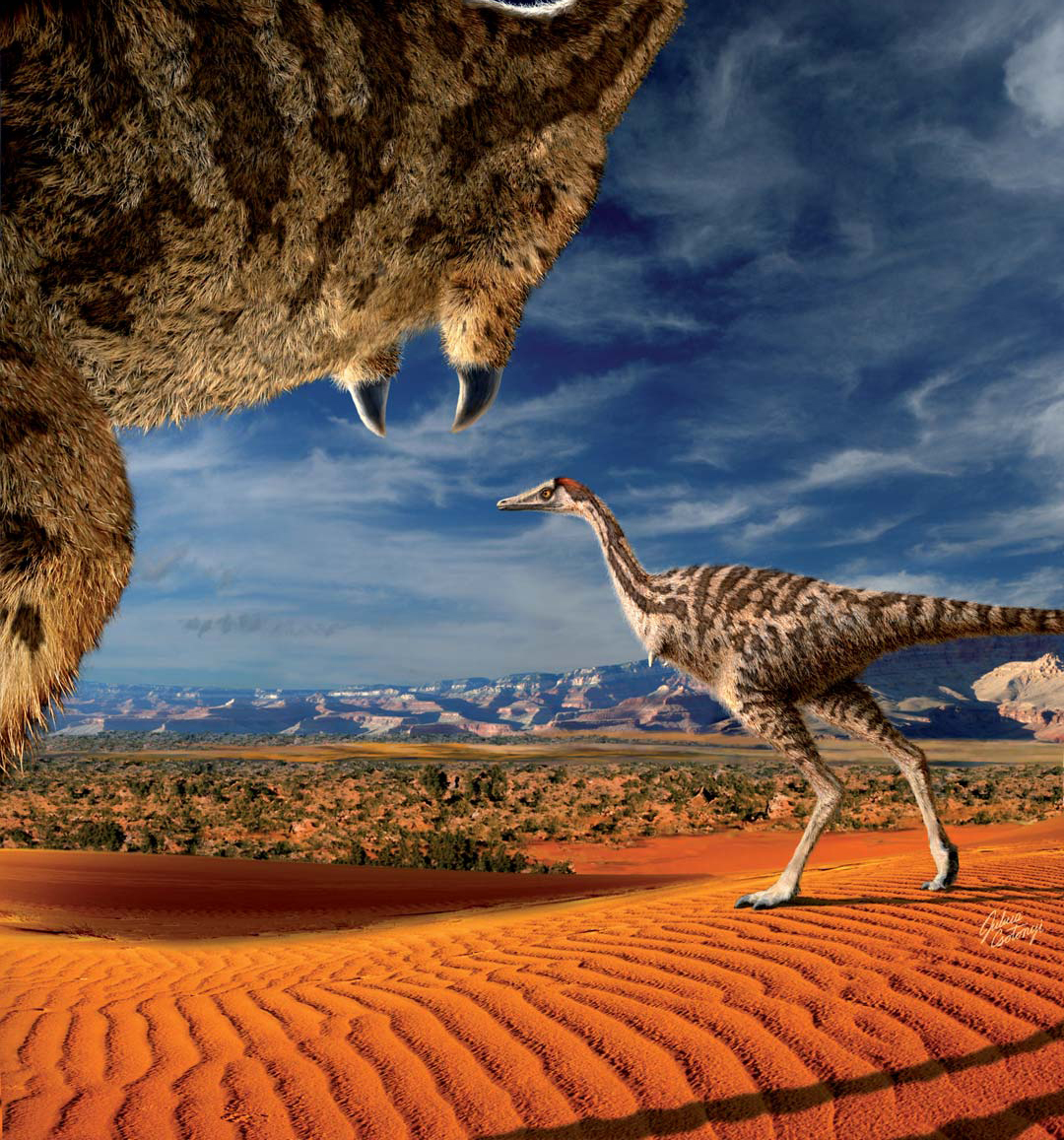
Rekonstruktion von Linhenykus von Julius T. Csotonyi, 2012
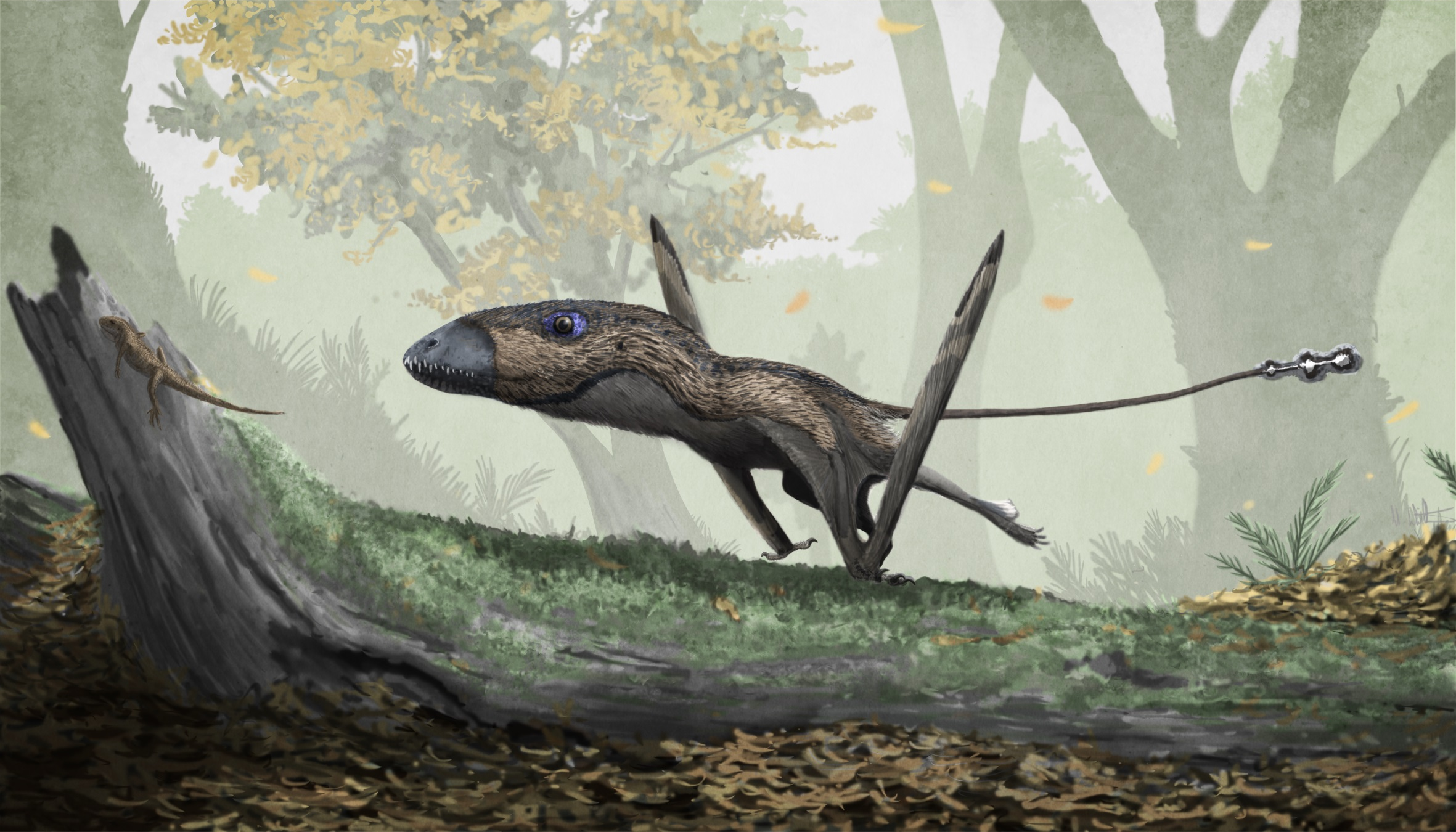
Rekonstruktion von Dimorphodon von Mark P. Witton, 2015
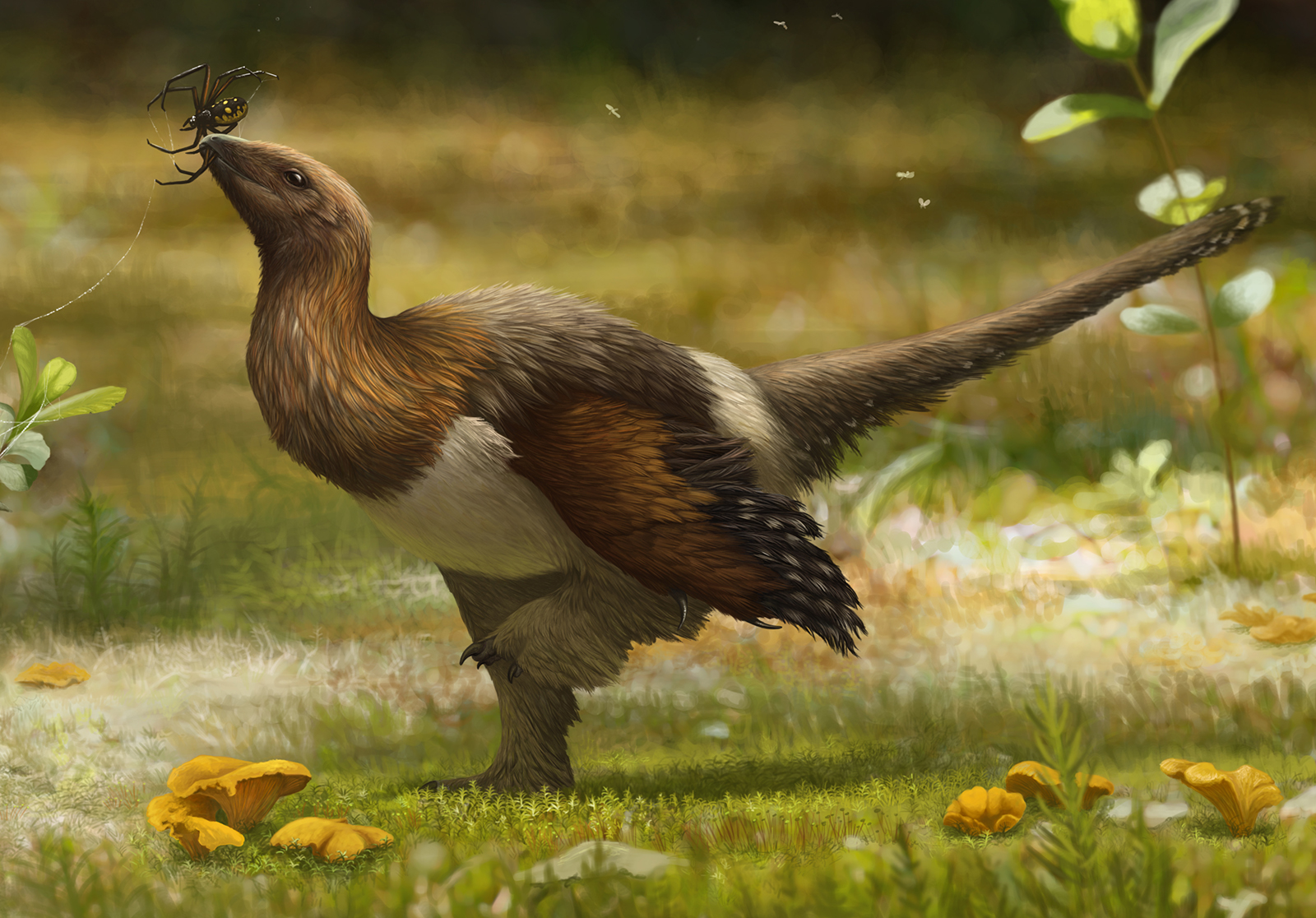
Rekonstruktion von Serikornis von Emily Willoughby, 2017
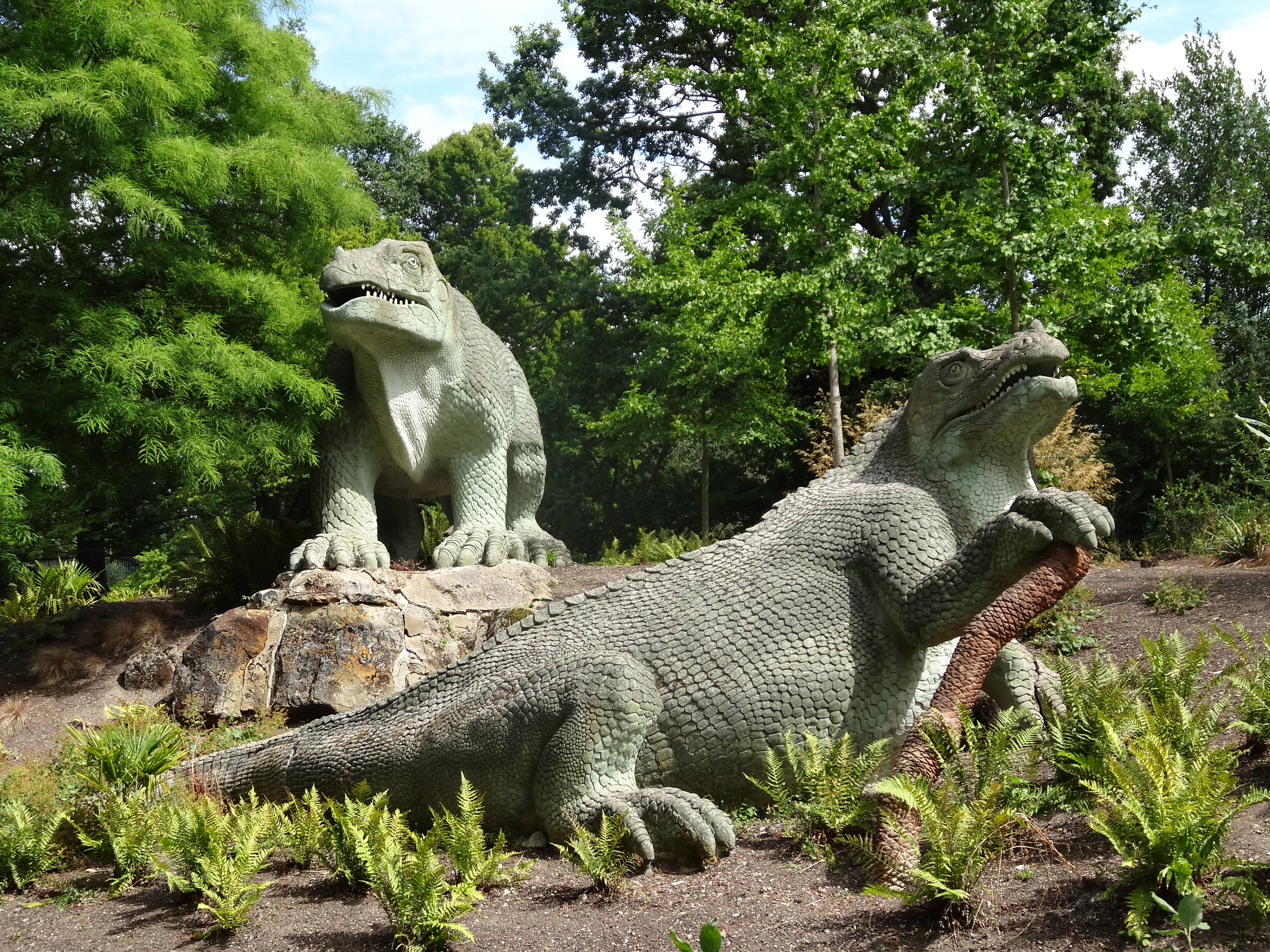
Benjamin Waterhouse Hawkins’ Skulpturen aus den 1850er Jahren eines Iguanodon-Paares, einige der Dinosaurier im Crystal Palace Park
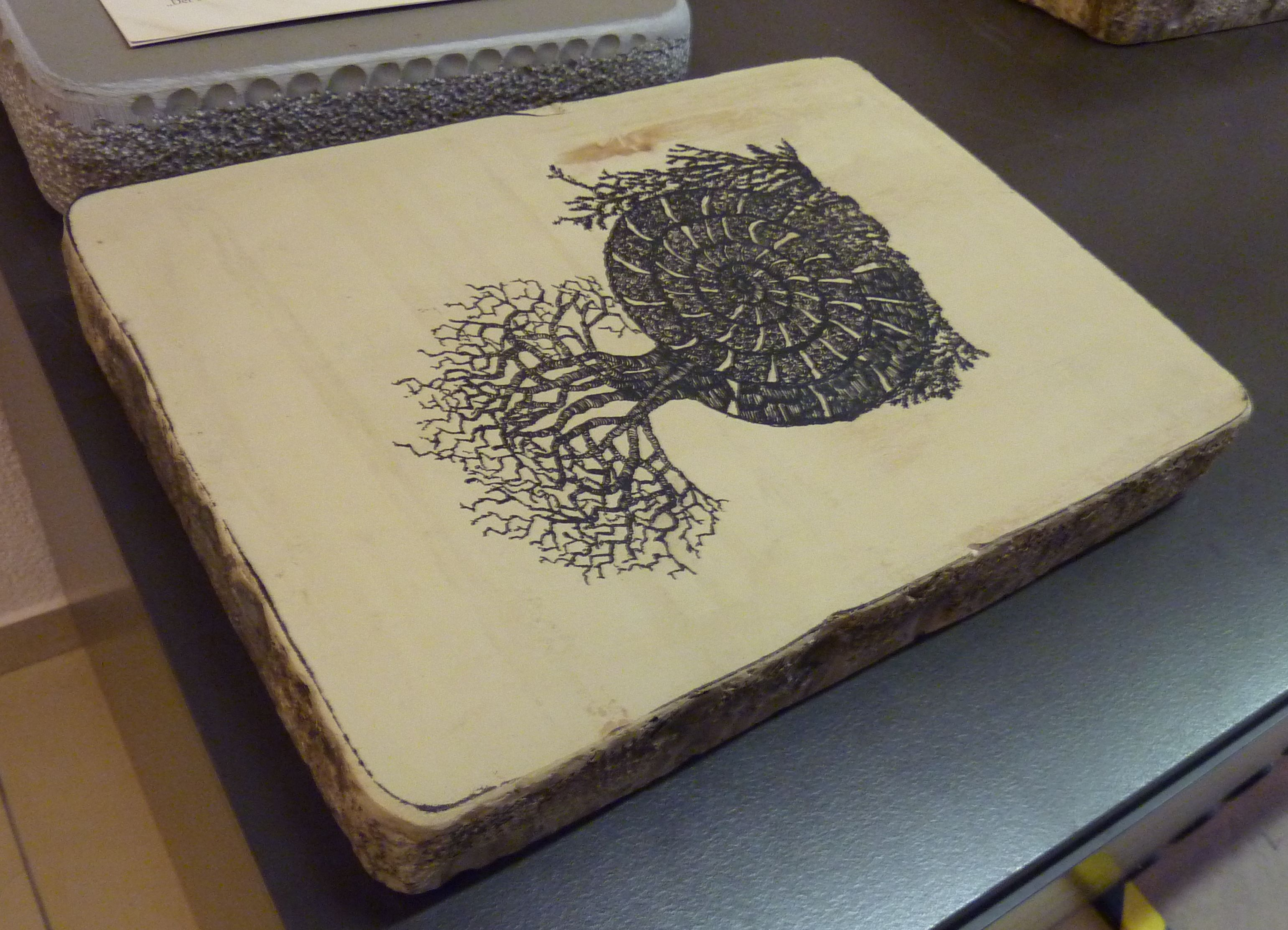
Lithographiestein von Oscar Fraas aus Solnhofen
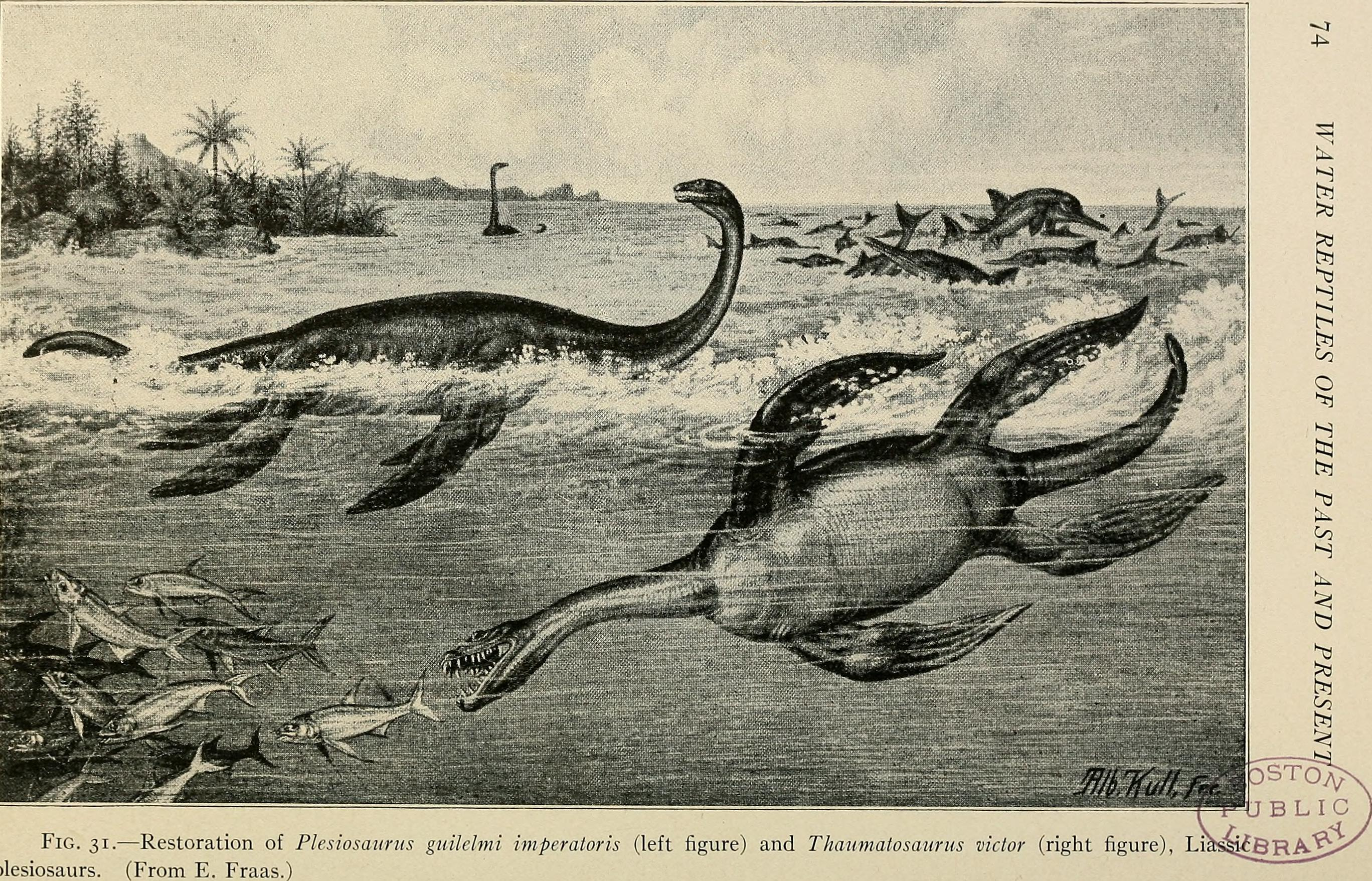
Wasserreptilien von Albert Kull aus dem Jahr 1914
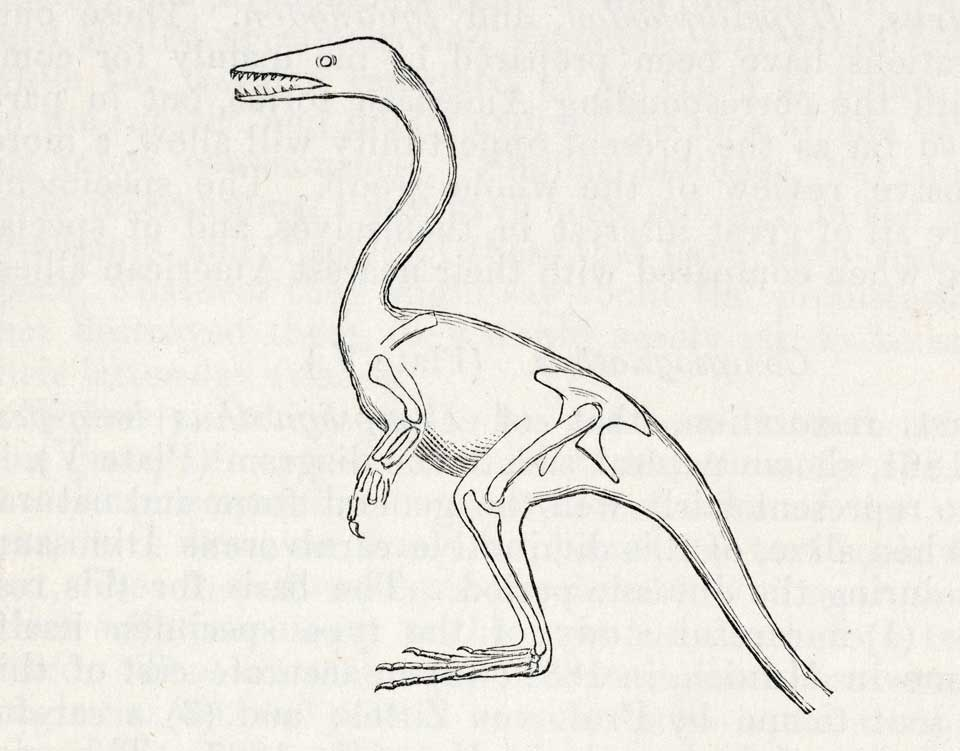
Rekonstruktion des Compsognathus von Thomas Henry Huxley und Othniel Charles Marsh. Aus: Restoration of some European dinosaurs, with suggestions as to their place among the Reptilia In: American Journal of Science, Reihe 3, Band 50, 1895
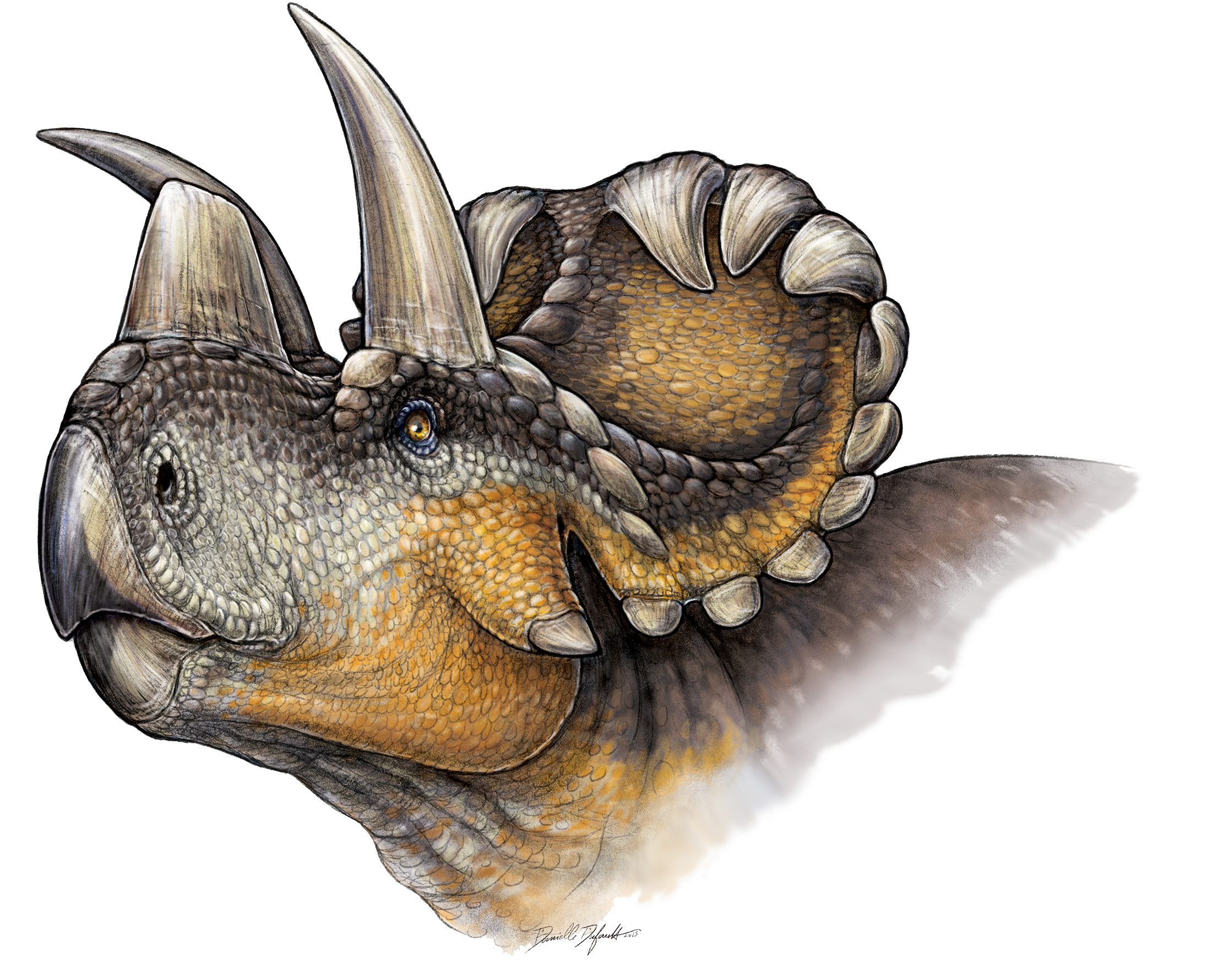
Rekonstruktion des Wendiceratops von Danielle Dufault (2015)
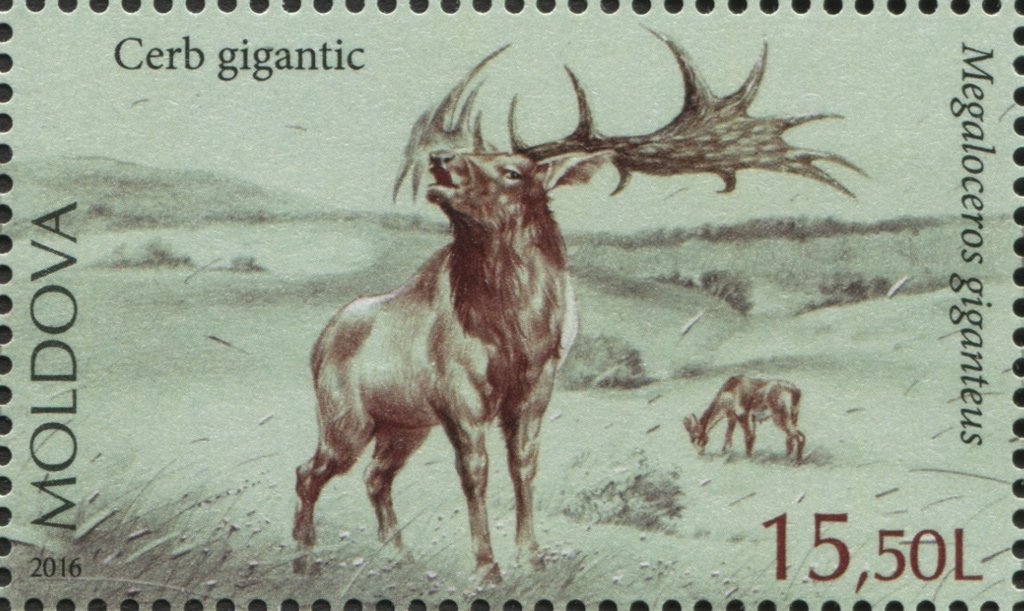
Megaloceros auf einer moldawischen Briefmarke